# Primera División de México
La Primera División de México también conocida simplemente como Liga MX o por motivos de patrocinio Liga BBVA MX, es la máxima categoría masculina del sistema de ligas de México y la principal competición de clubes del país. Desde el año 2012 cuenta con una organización autónoma respecto a la Federación Mexicana de Fútbol. Se juegan dos torneos cortos por ciclo anual futbolístico (cada uno con su campeón) denominados Apertura y Clausura (en ese orden), antes llamados Invierno y Verano respectivamente. El campeonato se define por medio de una fase final posterior a cada fase regular, conocida como "liguilla"; clasifican a ella los diez primeros lugares de la tabla general.
Es la liga más dominante del área de la Concacaf obteniendo por medio de sus clubes representantes 46 títulos internacionales oficiales. Reconocida a la vez por la IFFHS como la liga más fuerte del siglo XXI en la Concacaf; también como la 12.ª liga más fuerte del mundo en el mismo periodo y la cuarta de todo el continente, solo por detrás de la Serie A de Brasil, la Primera División de Argentina y la Categoría Primera A de Colombia que ocupan el 4.º, 6.º y 10.º lugar respectivamente. En tanto que fue ubicada durante el año 2024 como la liga número 18 del mundo.
El equipo que más campeonatos ha obtenido en la era profesional es el América con 16, seguido del Guadalajara con 12, Toluca con 11, Cruz Azul con 9, León y Tigres UANL con 8, UNAM y Pachuca con 7.
El "Clásico Nacional", también llamado "Clásico de Clásicos", es disputado entre los clubes América y Guadalajara, el "Clásico Joven" entre América y Cruz Azul, el "Clásico Capitalino" entre América y Universidad Nacional, el "Clásico Tapatío" entre Guadalajara y Atlas y el "Clásico Regiomontano" entre Monterrey y Tigres.

## Historia

### Unificación y Fundación del Futbol Profesional Mexicano (1902-1932)

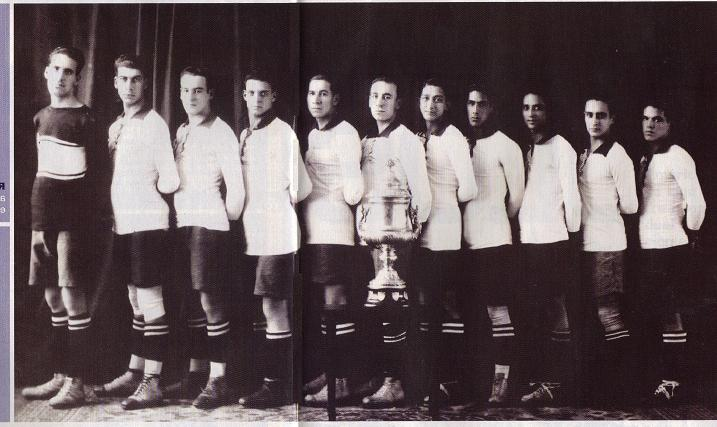
Plantel del Club América que consiguió el Campeonato de Liga en la temporada 1924-25.

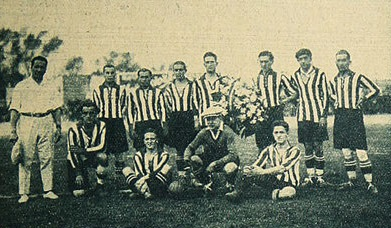
Club Asturias en 1927

Tras la separación de varios clubes de la Liga Mexicana (fundada en 1902), que dieron origen a la llamada Liga Nacional (establecida en 1920), el antagonismo y la rivalidad entre ambos sectores concluyeron dos años después, gracias a una serie de negociaciones que permitieron no solo la unificación definitiva de ambas ligas, sino también la creación de una estructura destinada a organizar y desarrollar el balompié en el país.
En agosto de 1922 se fundó la Federación Mexicana de Football Association, que, pese a su anglicismo, constituye el cimiento de la actual FMF. En sus primeros estatutos ya se reconocía el profesionalismo. Este organismo fue conformado por los siguientes clubes: Club de Fútbol México, Real Club España, Germania Fußball-Verein, Club América, Asturias Football Club, Club de Fútbol Aurrerá y Club Necaxa. Los primeros directivos fueron Humberto Garza Ramos (México), nombrado presidente; Juan B. Orraca (Aurrerá), como secretario; y Manuel Alonso (Germania), como tesorero. Ellos inscribieron y afiliaron a la Femexfut en la FIFA.
La afiliación oficial de México a la FIFA se concretó en 1929, lo que permitió su participación en la primera Copa Mundial celebrada en Uruguay en 1930.
Inmediatamente después de la fundación del organismo rector, y con la unión de los dos torneos rivales, se creó formalmente el campeonato de liga, denominado Campeonato de Primera Fuerza de la FMF. El silbatazo inicial de la temporada 1922-23 se dio la tarde del domingo 22 de octubre de 1922 en el Parque España. En el partido inaugural se enfrentaron América y España. Los cremas se impusieron 2-0 con anotaciones de José Camote Izquierdo, autor del primer gol, y Alfredo García Besné.
Durante la temporada 1930-31, diversos conflictos directivos provocaron la suspensión del torneo de liga. La Federación decidió detener la competencia para resolver definitivamente dichos problemas. Tras meses de disputas, se lograron acuerdos y se refundó la competición bajo el nombre de Liga Mayor, la cual organizó dos torneos: la Preferente, compuesta por seis equipos, y la Primera Ordinaria, que funcionó como circuito de ascenso. Esta estructura se mantuvo y creció hasta agrupar a 16 equipos.
Con la expansión de la liga, tanto en número de clubes como de jugadores, y ante la creciente contratación de futbolistas extranjeros, las Secretarías de Gobernación y Hacienda comenzaron a presionar a la liga y a los clubes para que presentaran contratos, otorgaran permisos de trabajo y cumplieran con sus obligaciones fiscales. La razón era clara: los jugadores ya eran profesionales y recibían sueldos considerables, pero estaban registrados como empleados en diversas empresas. Se buscaba reconocer oficialmente la figura del jugador profesional, registrarlo ante la entonces Secretaría del Trabajo y otorgarle sus derechos laborales, además de establecer sus responsabilidades como contribuyente. Este fenómeno, conocido como “amateurismo marrón”, consistía en aparentar que los jugadores eran amateurs mientras recibían pagos encubiertos, lo que generó tensiones con el gobierno y derivó en negociaciones para formalizar el profesionalismo.
Durante la década de 1930, entre refugiados españoles, cubanos y otros refuerzos, militaron 92 jugadores extranjeros en la liga.

### Consolidación del Profesionalismo y Expansión Nacional (1933-1962)
Las presiones venían desde finales de la década de 1930, cuando se firmaron contratos muy elevados a jugadores españoles. Esto hizo crisis en 1942 cuando la Federación Nacional (responsable del Campeonato Nacional Amateur) manifestó su molestia contra la Federación Mexicana de Fútbol y la Liga Mayor por enviar jugadores profesionales al mencionado campeonato inter-estatal, lo que evidentemente era una ventaja injusta frente al resto de las selecciones estatales que carecían de dicho estatus y sucumbían con relativa facilidad ante la selección de la Liga Mayor.
Es así que en abril de 1943, a iniciativa del presidente del Club América César Martino, los clubes integrantes de la liga acordaron ceder a las presiones gubernamentales y se promovió el registro formal de la profesión “jugador de fútbol” en la Secretaría del Trabajo y los consecuentes impuestos frente a Hacienda.
Es decir, el cambio de paradigma del campeonato de la Liga Mayor aquel año, no tuvo relación alguna con una refundación, cambio de nombre o estatutos y tampoco con el inicio de un nuevo formato de competencia. Era en todo caso un cambio contractual y fiscal de la relación entre liga y autoridades, que no afectaba la continuidad histórica del torneo fundado en 1922. En dicha asamblea, se aprobó la inclusión de Guadalajara y Atlas.
Otro de los fenómenos que ocurrió en 1943, no fue en realidad una fusión de las ligas más importantes del país, sino una inclusión de clubes de otros circuitos al seno de la Liga Mayor, la única afiliada a la Federación Mexicana de Fútbol. De los ocho equipos contendientes del campeonato de 1942-43, seis permanecían en el circuito: América, Atlante, Marte, Asturias, España y Moctezuma de Orizaba (este último, antiguo miembro de la Liga Veracruzana y que participaba como miembro pleno de la liga y la FMF desde 1941-42). Necaxa desapareció al oponerse a las nuevas medidas tomadas por la Liga Mayor. La Selección Jalisco, escuadra integrada por jugadores de los clubes Guadalajara, Oro y Atlas de la Liga de Occidente, y que participaba como invitado desde 1940-41; también desapareció, para dar paso al ingreso formal de los clubes Atlas y Guadalajara (Oro lo haría hasta 1944-45) en la Liga Mayor. Y a ellos hay que sumar también los debuts de Veracruz (que nació de la fusión de los clubes Iberia y Sporting, que ya habían participado con regularidad en la Liga Mayor), y ADO de la Liga Veracruzana. De esta forma, en la práctica, la liga solo tuvo una expansión de 4 clubes, y no una unificación de torneos.
España y Asturias, que habían marcado época por su estilo espectacular, ofensivo y eficaz, fueron los primeros campeones de la nueva etapa; Asturias en 1943-44 y España en 1944-45, sobresaliendo en ellos dos delanteros de leyenda: el español Isidro Lángara, del España, y el argentino Roberto Aballay, del Asturias, los únicos delanteros con 40 goles en una temporada. Cabe mencionar que a raíz de este mencionado campeonato, el España recibió en propiedad el trofeo original de la liga, que la misma determinó otorgaría al primer club que consiguiera cinco títulos; situación que establecería la continuidad y conexión directa entre el Campeonato de Primera Fuerza y el actual máximo circuito.
Salvo el Guadalajara, todos los conjuntos incluían jugadores extranjeros en proporción excesiva. El 9 de noviembre de 1943 la FMF limitó a cuatro el número de extranjeros por equipo. A causa de que muchos de los afectados empezaron a naturalizarse, el presidente de la República, Manuel Ávila Camacho, decretó que para la temporada 1945-46 cada equipo debería participar en la Ciudad de México, con un mínimo de seis jugadores mexicanos por nacimiento y para la siguiente con siete por lo menos.
Veracruz fue el primer campeón del interior de la república, encabezado por Luis "Pirata" Fuente en la temporada 1945-46. Esta temporada se caracterizó por los abultados marcadores y el alto promedio de gol por partido.
Atlante se coronó campeón en la temporada 1946-47 en medio de polémica. La mayor parte del torneo el León y el Atlante se disputaban el primer lugar de la tabla; el penúltimo partido los enfrentaba y definiría al ganador. El encuentro debió llevarse a cabo en la ciudad de León, pero una cuarentena vigente a causa de un brote de fiebre aftosa provocó que la sede fuera cambiada al Estadio Olímpico de la Ciudad de los Deportes, casa del Atlante que, con la ventaja de jugar como local, el empate a cero final le adjudicó el título de liga.
Exitosa fue la asociación entre Adalberto "Dumbo" López y el León. Como integrante de este equipo, "Dumbo" López fue el primer delantero mexicano en ganar tres títulos de goleo en fila en las justas 1946-47, 1947-48 y 1948-49. Mientras tanto, el León se proclamó Campeón de Liga en las temporadas 1947-48 y 1948-49, y campeón de Copa México en 1948-49. El conjunto esmeralda todavía continuó su cosecha de títulos al ganar los campeonatos de 1951-52 y 1955-56. En dos de estos campeonatos (1947-48 y 1955-56) tuvo que afrontar partidos de desempate ante el Oro, para obtener el cetro.
En cuestiones administrativas, la Liga Mayor terminó separándose de la Federación y, tras numerosas negociaciones y proyectos, ambas se unificaron en 1948, lo que se considera una refundación de la FMF. Entre las principales reformas derivadas de lo anterior, fue la de profesionalizar el fútbol, para ello crearon una "rama" con esas características separada de la amateur, por ende, la competencia cambió de nombre denominándose Campeonato de la Rama Profesional.
Después de haber tenido la denominación coloquial de ya mérito—debido a las abruptas caídas en temporadas donde se perfilaba como campeón—, el Guadalajara se convirtió en la dinastía más dominante de la época al ganar cuatro campeonatos de liga consecutivos entre 1958-1962 y un total de ocho en un lapso de 13 años entre 1957 y 1970. En ese mismo periodo obtuvo dos títulos de la Copa México, en 1962 y 1970, y siete como Campeón de Campeones entre 1957 y 1970. También consiguió el título de campeón de la Copa de Campeones de la Concacaf 1962. Todo ello bajo un naciente y masivo apoyo popular en todo el país, basándose en la simpatía que le generaba al público su condición de jugar exclusivamente con jugadores nacidos en México.
Al mismo tiempo, clubes como Atlas (1950-51), Oro (62-63), Tampico (1952-53), Zacatepec (1954-55 y 1957-58), y Marte (1953-54), vivieron sus mejores años obteniendo sus únicos títulos de liga, y, coincidentemente, en este periodo los clubes capitalinos no ganaron ningún campeonato.
En este periodo se producen los debuts en Primera División del Toluca (1953), Club Universidad Nacional (1962), y Cruz Azul (1964), clubes que habrían de convertirse con el paso de los años en instituciones exitosas de la historia del fútbol mexicano.
En la temporada 1950-51 fue creada la Segunda División; el primer equipo en descender fue el San Sebastián.
En 1960, con la elección de Guillermo Cañedo de la Bárcena como presidente de la FMF, se modificaron muchos reglamentos y estatutos y, por lo pronto, la Liga pasó a denominarse de Primera División Profesional con todo y un Comité Directivo autónomo e independiente.

### Era de la Liguilla y Profesionalismo Moderno (1963-1992)
Con el fin de obtener más ingresos económicos y hacer más competitiva la liga; Roberto Solís, presidente del Club León propuso la realización de una serie de postemporada, denominada como liguilla en la que se enfrentarán los mejores equipos de la fase regular para obtener el título. La propuesta fue secundada por los clubes Guadalajara y Toluca. El 23 de noviembre de 1970 se aprueba el formato de competencia del campeonato de liga; hubo un empate en la primera ronda de votación, ya que la contraparte encabezada por América y Atlas, quería que se mantuviera el sistema de definición por puntos; después de dos rondas más de votación, el voto de calidad de Alejandro Sarquís, presidente de la Rama de Primera División, decidió la aprobación del formato. A partir de la temporada 1970-71 se determina dividir el torneo en dos grupos de 9 equipos y disputar una final entre los líderes de grupo para definir al campeón. El 25 de julio en La Bombonera se disputó el duelo de ida (finalizando con empate a cero) y el 1 de agosto se jugó la vuelta de la primera final entre el América y el Toluca. Los Cremas se coronaron al vencer 2-0 a los Diablos en el Estadio Azteca.
Encabezado por el portero Miguel Marín, Cruz Azul dominó la década de 1970 al calificar a 9 liguillas, terminar en 4 ocasiones como líder general y ganar 5 campeonatos de liga en las temporadas 1971-72, 1972-73, 1973-74, 1978-79 y 1979-80.
En esa década destacaron también el América con dos campeonatos (1970-71 y 1975-76), encabezado por Enrique Borja y Carlos Reinoso; y los Pumas de la UNAM con un título (1976-77), y cuya máximas figuras fueron Evanivaldo Castro "Cabinho" y Hugo Sánchez, que debutó en 1976.
En la temporada 1982-83 el América terminó la temporada regular con 26 victorias (17 como local), solo 3 derrotas, 61 puntos, y una efectividad del 80%; todas estas cifras representaban récords del fútbol mexicano, pero en una de las más grandes sorpresas de la historia, el Guadalajara los eliminó en semifinales al vencerlos 3-0 (global 4-2), en el Estadio Azteca. Guadalajara no llegaría más lejos, ya que fue derrotado en la final por el equipo de la Franja, el Puebla F.C.
En el torneo siguiente el América tomó revancha de la liguilla anterior y venció, en la final, 3-1 (5-3 global), al Guadalajara, proclamándose campeón de la temporada 1983-84. En la temporada 1984-85 venció en un tercer partido de desempate a los Pumas. En el torneo corto PRODE 1985, remontó una desventaja que obtendría en el juego de ida (perdía 4-1), y venció 4-0 al Tampico Madero en la vuelta, para proclamarse tricampeón del fútbol mexicano. Ganó también los títulos de 1987-88 ante Pumas de la UNAM y 1988-89 contra Cruz Azul; Su dominio en dicha década incluyó 4 lideratos generales, 10 participaciones en las 11 liguillas disputadas, así como un título de Concacaf en 1987 y dos del Campeón de Campeones en 1988 y 1989.
Tigres, Puebla y Monterrey rompen la hegemonía capitalina en liguillas con los títulos de 1981-82, 1982-83 y México 1986 respectivamente. Guadalajara logra su primer trofeo en la era de las liguillas, rompiendo una sequía de 17 años en la campaña 1986-87.
El inicio de la década de 1990 vio al Puebla coronarse nuevamente campeón de liga en la temporada 1989-90. Ese mismo año, la Franja se proclamó también campeón de la Copa México, y al lograr ambos títulos en el mismo año, consiguió unirse al selecto grupo de los "Campeonísimos".
En la temporada 1991-92 nace el criterio popularmente conocido como "porcentaje" para definir al equipo que desciende del máximo circuito. Este divide los puntos obtenidos durante las últimas tres temporadas entre el número de juegos efectuados por cada equipo. Entonces se comenzaría de cero, por lo que el equipo a descender sería el que terminara en último lugar general. De esta manera, corresponde al Cobras de Ciudad Juárez el nada grato honor de ser el primer equipo despedido de la Primera División a causa del "porcentaje".

### Torneos Cortos y Consolidación de la Liga MX (1993-)
A partir de 1996 se disputan en México dos torneos por año, cada uno con su respectiva Liguilla, denominados en un principio Invierno y Verano, y desde 2002 Apertura y Clausura. Toluca, Pachuca y América son los cuadros que más provecho han sacado de esta nueva forma de competencia, obteniendo 7 campeonatos.
Esta década es dominada por el Necaxa, club que obtiene un bicampeonato en las 2 últimas temporadas largas jugadas en México: 1994-95 y 1995-96, más un torneo corto en el Invierno 1998, a esto se suman sus destacadas actuaciones alcanzando el liderato general en 1992-93, el grado de Campeonísimo en 1994-95 ganando la Copa México y solo haberse ausentado en dos de las liguillas disputadas en dicho periodo. Toluca también sobresalió al final del decenio al conseguir los títulos Verano 1998, Verano 1999 y Verano 2000. En este periodo, clubes como León, con 36 años (1991/92), Atlante, con 47 (1992/93), Cruz Azul con 17 (Inv. 97), y el propio Toluca, con 23 (Ver. 1998), rompen largas cadenas de años sin campeonato de liga. De la misma manera debutan como campeones de liga instituciones consideradas pequeñas por su infraestructura, historia y popularidad: UAG (93-94), Santos (Inv. 96), Pachuca (Inv. 99) y Morelia (Inv. 2000).
La liga que tuvo un importante crecimiento futbolístico en esta década, muestra de ello fue que en los años 2002, 2006, 2007, y 2008 la primera división se encontraba clasificada dentro de las 10 mejores ligas del mundo según la IFFHS.
En esta década destacaron de manera especial tres equipos:
- El Toluca, quien consigue 4 títulos: Apertura 2002, Apertura 2005, Apertura 2008 y Bicentenario 2010.
- Pachuca, quien consigue 4 títulos: Invierno 2001, Apertura 2003, Clausura 2006 y Clausura 2007.
- UNAM, no tanto por conseguir 3 títulos, sino por el hecho de haber sido el primer equipo en lograr un bicampeonato desde que se juegan torneos cortos: Clausura 2004 y Apertura 2004, este conseguido bajo la dirección técnica de Hugo Sánchez.

También sobresalen los títulos del América en Verano 2002, Monterrey en Clausura 2003, Guadalajara en Apertura 2006, y Atlante en Apertura 2007, rompiendo rachas de 13, 17, 9 y 14 años sin ser campeón, respectivamente.
La década comienza con la cuarta corona de Monterrey en el Apertura 2010. Para el Apertura 2011, se presenta otra racha rota, siendo el club Tigres de la Universidad Autónoma de Nuevo León quien logra su tercer campeonato después de 29 años de no lograrlo.
El 4 de junio de 2012 se dieron a conocer una serie de medidas para reestructurar la liga, que incluyeron proyectos de remodelación en los estadios (como retirar mallas y rejas, y cubrir la totalidad de las localidades con butacas individuales), revivir el torneo de Copa México, separar el circuito de la Federación, renombrar esta como Liga MX y adjudicar este último a un patrocinador general.
Esta forma de reorganización, que como las otras modificaciones vistas en el pasado, no implica un cambio profundo en los estatutos, conflictos, derechos laborales de los jugadores, derechos de transmisión de los clubes y mucho menos en el sistema de competencia; pero se entienden y se contemplan dentro de un plan para el crecimiento deportivo de la misma.
En el ámbito deportivo, esta década ya presenció la obtención del título más rápido para un equipo recién ascendido, cuando Tijuana obtuvo el cetro en Apertura 2012 con apenas 59 partidos en el máximo circuito desde su ascenso en 2011. Además de la consecución del bicampeonato a manos de León en Apertura 2013 y Clausura 2014, equipo que ya había logrado uno en 1947-49. Así mismo, quedó marcada como la década en que Guadalajara, a pesar de conquistar su corona número 12 en 2017, perdería su hegemonía como el equipo con más títulos en el fútbol mexicano, y pasaría a ocupar su lugar América, tras haber conquistado los torneos Clausura 2013, Apertura 2014 y Apertura 2018 en dicha década.
Durante esta década el equipo de mayor constancia son los Tigres UANL, habiendo sido finalistas en 7 ocasiones, obteniendo 5 títulos en ellas (Apertura 2011, Apertura 2015, Apertura 2016, Apertura 2017 y Clausura 2019); además de haber concluido en tres ocasiones como líder general de la competencia.

## Participantes
A lo largo de la historia de la competición han participado sesenta equipos diferentes, siendo solamente dos los que han permanecido siempre en la primera categoría desde su edición inaugural. Se trata del Club América y el Club Deportivo Guadalajara.
Aunque en los primera temporada solo participaban diez equipos, más adelante se fue incrementando paulatinamente la cifra hasta los actuales dieciocho equipos. También se alcanzó la cifra máxima de veintiuno durante la temporada 1986-87.

### Temporada 2025-26
Nota: indicadas en negrita equipos debutantes en la competición.
| Equipos de la temporada 2024-25 |         |            |              |       |                        |           |
| Equipo                          | Debut   | Presencias | En 1.ª desde | Serie | Estadio                | Capacidad |
| Club América                    | 1943-44 | 112        | 1943-44      | 112   | Ciudad de los Deportes | 36 681    |
| Atlas F. C.                     | 1943-44 | 109        | 1979-80      | 75    | Jalisco                | 55 020    |
| Atlético de San Luis            | 2019-20 | 11         | 2019-20      | 11    | Alfonso Lastras        | 25 709    |
| C. D. Cruz Azul                 | 1964-65 | 91         | 1964-65      | 91    | Olímpico Universitario | 73 000    |
| C. D. Guadalajara               | 1943-44 | 112        | 1943-44      | 112   | Akron                  | 49 850    |
| Club León                       | 1944-45 | 88         | 2012-13      | 25    | León                   | 30 344    |
| F. C. Juárez                    | 2019-20 | 11         | 2019-20      | 11    | Olímpico Benito Juárez | 19 703    |
| Mazatlán F. C.                  | 2020-21 | 9          | 2020-21      | 9     | Mazatlán               | 25 000    |
| C. F. Monterrey                 | 1945-46 | 97         | 1960-61      | 95    | BBVA                   | 53 500    |
| Club Necaxa                     | 1950-51 | 82         | 2016-17      | 17    | Victoria               | 25 500    |
| C. F. Pachuca                   | 1967-68 | 63         | 1998-99      | 53    | Hidalgo                | 32 000    |
| Club Puebla                     | 1944-45 | 92         | 2007-08      | 35    | Cuauhtémoc             | 51 726    |
| Querétaro F. C.                 | 1990-91 | 41         | 2009-10      | 31    | Corregidora            | 35 575    |
| Santos Laguna                   | 1988-89 | 65         | 1988-89      | 65    | Corona                 | 30 000    |
| Tigres de la UANL               | 1974-75 | 78         | 1997-98      | 55    | Universitario          | 41 615    |
| Club Tijuana                    | 2011-12 | 27         | 2011-12      | 27    | Caliente               | 27 753    |
| Deportivo Toluca F. C.          | 1953-54 | 102        | 1953-54      | 102   | Nemesio Díez           | 31 000    |
| Universidad Nacional            | 1962-63 | 93         | 1962-63      | 93    | Olímpico Universitario | 73 000    |

## Sistema de competición

### Temporada regular

#### Actualidad
La temporada se disputa anualmente, dividida en dos torneos cortos, cada uno con su propia fase final (liguilla) y campeón. Comenzando por los denominados torneos de Apertura a finales del mes de julio o principios de agosto, y terminando en el mes de diciembre. Se cierra con los llamados torneos de Clausura, que comienzan a principios de enero y terminan a finales de mayo o principios de junio.
La competición consta de un grupo único integrado por los 18 clubes que conforman el máximo circuito, disputando 17 partidos cada uno, todos contra todos a una sola vuelta; el orden de los encuentros se decide por sorteo antes de empezar la competición. La clasificación final se establece con arreglo a los puntos totales obtenidos por cada equipo al finalizar el campeonato, correspondiendo a los diez primeros lugares el pase a la fase final. Los equipos obtienen tres puntos por cada partido ganado, un punto por cada empate y ningún punto por los partidos perdidos. Si al finalizar las 17 jornadas de cada torneo, dos o más clubes estuviesen empatados en puntos, su posición en la tabla general de clasificación será determinada atendiendo el orden de los siguientes criterios de desempate:
- 1. Mejor diferencia entre los goles anotados y recibidos.
- 2. Mayor número de goles anotados.
- 3. Mayor número de goles anotados como visitante.
- 4. Marcadores particulares entre los clubes empatados.
- 5. Mejor ubicado en la tabla general de cociente.
- 6. Tabla fair play.
- 7. Sorteo.

La Tabla Fair Play es el sistema de puntos sobre el cual se contabiliza el número de tarjetas amarillas y rojas, de acuerdo a lo siguiente:
- Primera tarjeta amarilla 1 punto.
- Segunda tarjeta amarilla (roja indirecta) 3 puntos.
- Tarjeta roja directa 3 puntos.
- Una tarjeta amarilla y una tarjeta roja directa 4 puntos.

#### Antecedentes

##### Clasificación
El sistema de competencia, de la temporada 1922-23 hasta el Torneo México 1970, establecía que el campeón de liga era el equipo que finalizara como líder general de la competencia (tal como en la mayoría de las ligas en el mundo); luego de disputar partidos todos contra todos a visita recíproca (es decir dos vueltas), y de definir la clasificación por un sistema de puntuación que otorgaba dos unidades por victoria, una por empate y cero por derrota. El criterio de desempate para definir el título siempre fue la realización de enfrentamientos directos entre los involucrados, ya fuera en uno o dos duelos en cancha neutral, e incluso fases finales de haber más de dos implicados; este sistema se mantuvo vigente, igualmente hasta el Torneo México 1970. Sin embargo solo en ocho ocasiones fueron necesarios partidos extra por el título al producirse un empate en el primer lugar de la tabla; esto fue en los torneos 1923-24, 1925-26, 1931-32, 1941-42, 1943-44, 1947-48 y 1955-56, incluso en la campaña 1933-34 se realizó un triangular de desempate. Pero a partir del torneo 1970-71, el campeón se define por un sistema de clasificación a ronda de eliminación directa, conocido como "Liguilla".
Para el caso de aquellas posiciones en la tabla, que no implicaran la definición del título o el descenso (este a partir de su creación en 1950-51), el primer criterio de desempate era el gol average o promedio de goles, y se calculaba dividiendo el número de goles anotados entre los recibidos. La diferencia de goles, finalmente reemplazó esta técnica al ser aplicada a partir de la temporada 1970-71.
El sistema de puntuación se modifico a partir de la temporada 1995-96, otorgando ahora 3 puntos por victoria.

#### Número de equipos
El número de equipos, originalmente de ocho, fue aumentando o disminuyendo ya fuera por ascensos, descensos, desapariciones, invitaciones o liguillas promocionales. Pasando a nueve en 1923-24, siete en 1924-25, ocho en 1927-28, nueve en 1928-29, ocho en 1929-30, diez en 1932-33, seis en 1933-34, cinco en 1935-36, seis en 1936-37, siete en 1938-39, seis en 1939-40, ocho en 1940-41, 10 en 1943-44, 13 en 1944-45, 16 en 1945-46, 15 de 1946-47 a 1948-49, 14 en 1949-50, 12 de 1950-51 a 1954-55, 14 de 1955-56 a 1963-64, 16 de 1964-65 al Torneo México 1970, 18 de 1970-71 a 1973-74, 20 de 1974-75 a 1985-86, 21 en 1986-87, 20 de 1987-88 a 1993-94, 19 en 1994-95, 18 de 1995-96 a 2000-01, 19 en 2001-02, 20 de 2002-03 a 2003-04, 18 de 2004-05 a 2018-19, 19 en Apertura 2019 y 18 nuevamente a partir del Clausura 2020.

##### Calendario
El calendario de juegos hasta la temporada 1949-50 estaba determinado por las entonces vigentes condiciones de transporte y distancia, por lo que los partidos se dividían en semanas numeradas que podían cubrir los juegos de solo dos o todos los participantes del torneo; esto para que un mismo equipo pudiera visitar a todos los clubes de una ciudad en un lapso corto, evitando el desgaste e inversión que significaba cubrir largas distancias. Al no haber orden predeterminado, no existían jornadas como tal. No obstante y de manera excepcional, la temporada 1934-35 constó de tres vueltas, siendo la última de ellas, sorteada para el orden de locales y visitantes. La división ordenada por fechas y la elaboración de un ronda de partidos en primera y segunda vuelta, con calendarios de localías invertidas de una a otra mitad del torneo, comenzaron a usarse en la temporada 1950-51. Con el paso de los años, la masificación de los medios de transporte, la generalización de estadios con alumbrado, la expansión de la televisión, y diversos factores socioeconómicos, terminaron por definir las calendarizaciones.

##### Grupos
A partir de la temporada 1970-71 los clubes del máximo circuito fueron divididos en dos grupos, sin variar el sistema de enfrentamientos todos contra todos. La ubicación de los equipos en los sectores fue determinada de acuerdo a la posición final en la tabla general de la campaña anterior, y a través de una siembra que alternaba los números de dichas posiciones en pares y nones (es decir equipos 1, 3, 5, etcétera, en un grupo y viceversa). De la temporada 1975-76 y hasta 2003-04, cuando estuvieron divididos en cuatro grupos, la ubicación era determinada por una siembra escalonada, con la secuencia iniciando en cabezas de serie, siendo estas los primeros cuatro lugares del anterior certamen (Grupo 1 — 1, 8, 9, 16, 17; Grupo 2 — 2, 7, 10, 15, 18; Grupo 3 — 3, 6, 11, 14, 19; Grupo 4 — 4, 5, 12, 13, 20), considerando por supuesto las diferencias en número de miembros de uno o dos grupos, de acuerdo al total de integrantes del máximo circuito (recordando los cambios antes mencionados). De la temporada 2004-05 hasta la 2010-11 los grupos solo fueron tres, por lo que el orden escalonado se comprimió (Grupo 1 — 1, 6, 7, 12, 13, 18; Grupo 2 — 2, 5, 8, 11, 14, 17; Grupo 3 — 3, 4, 9, 10, 15, 16). El formato de grupos desapareció a partir del ciclo 2011-12.

##### Torneos cortos
Antes del actual formato de torneos cortos, ya se habían disputado 3 torneos de menor duración a las acostumbradas competencias largas de doble vuelta, previos a las Copas Mundiales de Fútbol de 1970 y 1986.
En el denominado México 1970, los 16 equipos fueron divididos en dos grupos de 8 equipos, en una primera fase; los cuales solo se enfrentaron contra rivales de su sector, en duelo a visita recíproca. Después en una segunda fase los 4 mejores de cada grupo fueron ubicados en un nuevo sector llamado De campeonato, que nuevamente disputaron partidos de ida y vuelta, el líder de este sector, y que al final también lo fue de toda la competencia (y por consecuencia el campeón), sería Cruz Azul. En tanto que los peores 4 equipos de cada grupo de la primera fase, se ubicaron en uno llamado De descenso, jugaron entre ellos duelos ida y vuelta, sin embargo no hubo descenso al final del torneo.
En el PRODE 1985, se dividió a los 20 equipos en 4 grupos de 5, solo se jugó entre los rivales del sector a visita recíproca, los 2 mejores de cada sector calificaron a la liguilla.
Para el México 1986 se dividió a los 20 equipos en dos grupos, igual que en los anteriores, se jugaron encuentros ida y vuelta, solo contra adversarios del mismo grupo. Los 4 mejores de cada uno paso a la liguilla.
El actual sistema de torneos cortos fue implementado a partir del ciclo futbolístico 1996-97. Cada uno cuenta con su propia clasificación y fase final; únicamente el calendario y la definición del descenso permanecieron unificadas en un mismo ciclo. A partir de la temporada 2020-21, no solo se suspendió el descenso, sino que los calendarios dejaron de ser «espejo», es decir, los enfrentamientos de vista recíproca entre certámenes dejaron de ser en la misma jornada, sorteando los duelos respetando la localía invertida.

### Liguilla

#### Formato actual
Previo a la ronda de cuartos de final, habrá una fase preliminar llamada play in en la que participarán los clubes ubicados entre las posiciones 7 y 10 de la tabla general. Se enfrentarán el séptimo contra el octavo lugar (serie A) y el noveno, contra el décimo lugar (serie B). El ganador de la primera serie, ocupará el 7.º lugar para la clasificación de la tabla general, sin importar su posición al término de la jornada 17. El perdedor de la Serie A, jugará contra el ganador de la serie entre el noveno y el décimo lugar (serie B). El ganador de dicho partido ocupará el 8.º lugar de la tabla general de clasificación para el inicio de la fase final, sin importar su posición en ésta al término de la jornada 17. Los partidos de Play In serán a partido único en la sede de los clubes mejor ubicados
Los ocho clubes calificados para la ronda de cuartos de final del torneo serán ubicados en duelos directos de acuerdo con el lugar que ocupen en la tabla general al término de la jornada 17 (y considerando lo mencionado sobre el play-in, será 1 vs 8, 2 vs 7, 3 vs 6 y 4 vs 5).
El resto de la fase final consistirá en partidos de visita recíproca de cuartos de final, semifinal y la final. En caso de empate en el marcador global, para las rondas de cuartos de final y semifinal, el único criterio de desempate es la posición en la tabla general al final de la fase regular; así pues, el equipo que haya realizado más puntos, o en su defecto, esté mejor ubicado en la clasificación, es quién avanzará a la siguiente ronda.
Este criterio se anula en la final por el título; por lo tanto en esta, en caso de empate global habrá prórroga con tiempos extras y, de ser necesario, ronda de penales.

#### Formatos anteriores

##### Clasificación a la fase final
El sistema de clasificación a la liguilla ha variado; aunque la constante había sido que los equipos clasificados se definieran por su posición en los grupos preestablecidos al principio de cada torneo. La clasificación correspondía a los equipos ubicados en los dos primeros lugares de cada grupo, sin importar su posición en la tabla general. De las temporadas 1970-71 a 1974-75 los equipos fueron divididos en dos grupos; a partir de la temporada 1975-76 y hasta 2003-04 se repartieron en cuatro (salvo los mencionados casos de los torneos PRODE 1985 Y México 1986); y del ciclo 2004-05 hasta la temporada 2010-11 los grupos solo fueron tres, por lo que en este caso la clasificación correspondía a los dos primeros lugares de cada grupo, y los dos mejores terceros lugares. Todas las anteriores composiciones de sector, variando en número de integrantes por los cambios en el total de miembros del máximo circuito.
A partir del ciclo 2011-12 desaparecen los grupos y los equipos clasifican de acuerdo a la posición en la tabla general, es decir los ocho primeros lugares hasta 2019-20, los doce primeros hasta 2022-23 y los diez primeros a partir de la temporada 2023-24.

##### Rondas y participación
La primera liguilla en 1970-71 solo consistió en la gran final, que disputaron a visita recíproca los líderes grupales.
En 1971-72, 1972-73 y 1973-74 solo se disputaron semifinales entre líderes y sublíderes de grupos, para luego dar paso a la final.
En 1974-75 se disputó una liguilla grupal de cuatro equipos, participaron los líderes y sublíderes de los dos grupos de la campaña regular. Los cuatro equipos jugarán a visita recíproca y al final el líder del sector sería campeón.
Las liguillas de 1976-77, 1978-79, 1979-80, 1980-81 y 1988-89 se jugaron con dos grupos de 4 equipos, todos contra todos a visita recíproca; los líderes jugaban la final.
En el resto de las fases finales se ha jugado bajo el sistema de eliminación directa. Sin embargo en 1991-92 surgió el formato de repechaje o reclasificación, para que equipos con mayor puntaje que los sublíderes de grupo, pudieran acceder a la fase de cuartos de final.
El formato consistía en series a visita recíproca entre aquellos equipos involucrados con las condicionantes mencionadas, es decir, el sublíder de grupo se enfrentaría a aquel club que lo hubiera superado en puntos en otro grupo, y no fuera el sublíder de este; todo ello respetando la posición en la tabla general para la definición del rol de juegos, y considerando los mismos criterios de desempate vigentes de las rondas subsecuentes. Dicho sistema se suspendió entre Apertura 2004 y Clausura 2006, restablecido en Apertura 2006, suspendido después de su última disputa en el Clausura 2008; A partir del Apertura 2020 se implementó de nuevo, pero con un formato distinto que clasifica a una especie de ronda preliminar a los equipos ubicados entre las posiciones cinco y doce al final de la fase regular; formato que se modificaría y reduciría a los equipos ubicados entre la posición siete y la diez a partir del Apertura 2023.

##### Criterios de desempate
De acuerdo con los reglamentos vigentes, en los casos de empate en marcador global, el criterio de desempate en liguilla ha variado, incluso siendo distintos para las fases previas (reclasificación, cuartos de final y semifinales) y para la final.

###### Fases previas
- Entre las temporadas 1970-71 a 1973-74, se contempló para todas las fases (entonces únicamente semifinales y final) un tercer partido de desempate a disputarse en cancha neutral, y de persistir la igualdad, tiempos extras y penales. El tercer partido se empleó en tres series eliminatorias, incluyendo una final; en una de las semifinales se llevó el método al límite, pues se requirieron penales para decidir el tercer partido (semifinal León - Atlético Español de 1973-74).

- En el cuadrangular final de 1974-75, de haber existido empate entre los involucrados por el campeonato, estaba prevista la realización de una final de partido único en cancha neutral.

- De la temporada 1975-76 al Torneo México 1986 se jugaban tiempos extras, y de seguir el empate, tiros penales (sin tomar en cuenta las liguillas grupales descritas más adelante).

- En la fase final grupal de 1976-77, se empleó por única ocasión en una liguilla el promedio de goles o gol average. Este criterio definió la clasificación a la final de U. de G. en detrimento de América.

- Por el contrario, en las fases finales grupales de 1978-79, 1979-80, 1980-81 y 1988-89, se utilizó la tradicional Diferencia de goles.

- Entre las temporadas 1986-87 y 1995-96 se decidió bajo el criterio de Gol de visitante, es decir el equipo que en la serie ida y vuelta anotara más goles en calidad de visitante. Se procedía a tiempo extra y tiros penales en caso de tener la misma cantidad de goles en ambos partidos; los goles en tiempo extra no eran válidos para el criterio de gol de visitante, en virtud de la justicia deportiva que debía imperar, ya que en una serie a visita recíproca, solo los juegos de vuelta tienen tiempos extras. Entre el torneo Apertura 2012 y el Clausura 2021, el primer criterio que se aplicó fue, de nueva cuenta, el gol de visitante.

- Entre el Invierno 1996 y el Clausura 2012, las fases previas a la final (repechaje, cuartos de final y semifinales) se definían por "mejor posición en la tabla general", es decir, clasificaba en caso de empate global, el equipo mejor ubicado en la clasificación de la fase regular. Dicha norma se restableció a partir del Apertura 2021, salvo para los duelos únicos de reclasificación, que se definen mediante tiros desde el punto penal.

###### Final
Por otro lado, en el caso de la final, los criterios de desempate en caso de igualdad en el marcador global han sido (omitiendo el campeonato 1974-75 cuya definición no fue una serie final, sino un cuadrangular final):
- Tercer partido en cancha neutral → En las temporadas 1970-71, 1972-73, 1973-74; y de 1983-84 a 1984-85. No obstante solo hubo necesidad de emplearlo en 1972-73 y 1984-85, dado que en el resto no existió empate global.
- Partido único en cancha neutral → En 1971-72, fue la única ocasión que el reglamento predeterminó una sola sede para el juego final, al estilo de la Copa México, y designando al Estadio Azteca para dicho fin. De manera coincidente serían dos de sus residentes quienes alcanzaron dicho encuentro.
- Tiempos extras y penales → Desde la temporada 1975-76 hasta la temporada 1982-83, y en los torneos cortos de 1985-86. Sin embargo, solo hubo necesidad de disputar tiempos extras en 1981-82, 1982-83, Torneo Prode 1985 y el Torneo México 1986; en los dos primeros casos, incluso se disputaron las tandas de penales, en el resto de las finales de este periodo no existió empate global.
- Gol de visitante → Entre las temporadas 1986-87 y 1995-96, y considerando las mismas restricciones planteadas en las rondas anteriores. El criterio definió los títulos de 1990-91 y 1995-96 en favor de Universidad Nacional y Necaxa, y en detrimento de América y Celaya respectivamente. Las finales de 1991-92 y 1993-94 requirieron los tiempos extras, luego de que ambos partidos en los dos casos presentaron marcadores idénticos al término del tiempo regular (doble 0-0 entre León y Puebla en 1991-92; 1-0 para cada local en la serie Santos-UAG de 1993-94).
- Gol de oro → Entre el Invierno 1996 y el Clausura 2004 se utilizó este sistema vigente en todo el mundo desde el ciclo 1996-97. Consistía en declarar el fin del partido, y en consecuencia a un ganador, cuando un equipo anotara el primer gol de los tiempos extra. En el caso de México solo se usó en la serie por el campeonato. Durante el ciclo 2003-04, la regla incluyó una norma llamada Gol de plata, mediante la cual, al caer un gol en el primer tiempo de la prórroga, no se daba por terminado el juego, se esperaba el final de ese lapso y de no caer un gol más del rival se declaraba la finalización del encuentro. El gol de plata nunca se produjo, en cambio el gol de oro definió los títulos de Invierno 1997, Invierno 1999 y Verano 2002.
- Desde Apertura 2004 nuevamente se emplean los tiempos extras y penales.

### Descenso y ascenso

#### Inicio y antecedentes
Con la creación de la Segunda División de México en 1950, se instituyó la disputa por el ascenso-descenso en el máximo circuito a partir de la temporada 1950-51. Entre las temporadas 1950-51 y 1967-68 el descenso se definió de la manera tradicional: el último lugar de la tabla general se iba a Segunda División.
En la temporada 1968-69 se creó la liguilla por el no descenso, que disputaban en series a visita recíproca, los dos o cuatro clubes con menos puntos, siempre y cuando no existieran más de cuatro puntos de diferencia entre los involucrados; en cuyos casos se producía el descenso directo. En la temporada 1984-85 se suspendieron a consecuencia de los hechos de violencia ocurridos en el Estadio Agustín Coruco Díaz, luego de una invasión a la cancha por parte de los aficionados del Zacatepec, después de la derrota 1-0 ante Necaxa, que los condenó al descenso.

#### Último formato
En 1991-92 se instituyó un sistema de descenso que en México se conoció coloquialmente como porcentaje o tabla del descenso. Este consiste en dividir el total de puntos obtenidos en determinado periodo de torneos, entre el número de partidos disputados en ese mismo lapso; siendo el cociente obtenido la cifra que definía al club que descendería, correspondiendo por supuesto al que tuviera el peor registro.
En aquel primer certamen se contempló únicamente la sumatoria de los puntos correspondientes a esa campaña y la anterior 1990-91 para definir al equipo que descendería; siendo a partir de la campaña 1992-93 que se empezó a acumular la cuenta de las últimas tres temporadas de todos los equipos. En la temporada 1995-96, ante el cambio del sistema de puntuación, que pasó de otorgar 2 a dar 3 unidades por victoria, por única ocasión se aplicó un sistema por el cual, la tabla de cocientes seguía acumulando dos puntos por victoria, esto para no beneficiar o perjudicar a algún equipo. Pasado dicho torneo el porcentaje también acumuló tres puntos por triunfo.
Con la implementación de los torneos cortos a partir del ciclo 1996-97, el sistema de descenso no sufrió modificaciones sustanciales, únicamente se adaptó al nuevo formato de torneos. Los torneos permanecían unificados como si se tratara de una sola temporada, por lo que los dos certámenes de dicho año futbolístico fueron sumados a las dos últimas campañas largas (1994-95 y 1995-96), y después la última de estas a los ciclos 1996-97 y 1997-98. Finalmente a partir del ciclo 1998-99 el formato de descenso quedó establecido definitivamente como el cociente que se obtiene de dividir los puntos obtenidos entre los partidos jugados en los últimos seis torneos cortos (tres ciclos futbolísticos). Por lo que técnicamente se puede asumir que este producía cada dos torneos cortos.
En la Primera División descendía un solo equipo —obviamente, con el peor promedio—, a la división inmediata, en este caso la Liga de Ascenso. Para los equipos recién ascendidos o con menos de seis temporadas en el máximo circuito, su cociente era obtenido contabilizando únicamente las temporadas que llevaran jugando. Por esta razón, su promedio podía subir o bajar con mayor facilidad. En caso de que dos equipos o más tuvieran exactamente el mismo promedio de puntos por partido, descendía aquel equipo que tuviera peor diferencia de gol. Si dicho empate se daba entre dos o más equipos que no tengan la misma cantidad de partidos, la diferencia de goles se obtendría comparando únicamente los torneos en los que habían coincidido los involucrados.
Como cláusula de competencia, el reglamento expresaba que un equipo que ocupe el último lugar de la tabla del descenso no podía acceder a la Liguilla, aun estando colocado en posición de calificar. Esto se aprobó luego de que en la temporada 1995-96 los Tigres de la Universidad Autónoma de Nuevo León habían descendido y a la vez calificado en ese torneo.
El lugar del equipo descendido lo ocupaba el campeón de la final por el ascenso de la Liga de Ascenso, que disputaban los dos campeones de los dos torneos cortos disputados en la temporada; en caso de que un equipo obtuviera los dos títulos ascendía automáticamente.
A partir de ciclo 2017-18, el equipo que ganara la final por el ascenso, debía estar "Certificado para ascender", de acuerdo al Reglamento de la FMF, de no ser así, no podía ascender y se le "recompensabá" con dos millones de dólares; por lo tanto, el equipo descendido de Primera División y el club certificado con más puntos en la Liga de Ascenso (sumando los dos torneos), disputaban una promoción a ida y vuelta para determinar qué equipo ocupaba un lugar en el máximo circuito. No obstante, para el ciclo 2019-20, la Federación Mexicana de Fútbol acordó que todos los participantes del Ascenso MX tendrían el derecho de ascender a la máxima categoría, otorgándoles automáticamente la certificación.

#### Suspensión
La Federación Mexicana de Fútbol determinó el 24 de abril de 2020, en plena parálisis de los torneos mexicanos debido a la pandemia del COVID-19, cancelar el Torneo Clausura 2020 de la Liga de Ascenso, desaparecer esta liga, el ascenso y descenso en Primera División por 6 años, mientras se consolida una segunda categoría adecuada para el fútbol mexicano; todo esto a causa de las constantes crisis económicas que venían atravesando los equipos del circuito de ascenso en los últimos años y que obligaron, en muchos casos, a las desapariciones de equipos, con la consecuente disminución de participantes en dicha liga.

### Participación en torneos internacionales

#### Liga de Campeones de la Concacaf
La Liga de Campeones de la Concacaf es la máxima competición confederativa que pueden disputar los clubes mexicanos. A ella acceden los campeones y subcampeones de los torneos Apertura y Clausura. Y a partir del ciclo 2022-23 también lo hacen los dos equipos no campeones con más puntos en la tabla general de la temporada (sumando los dos torneos cortos); además de haber opción de clasificar en la disputa de la Copa de las Ligas. Por disposición de la Concacaf, los campeones y subcampeones de México están obligados a participar únicamente en la citada competición, esto a manera de aumentar la expectativa y competitividad del mismo.

#### Copa Libertadores
Pese a que no corresponde la participación de clubes Concacaf en torneos de Conmebol, la competitividad y relevancia de su máximo torneo en el fútbol internacional, la Copa Libertadores, llevó a que la liga mexicana negociará con el órgano sudamericano su participación en el torneo surcontinental donde, entre 1998 y 2003, cuatro o hasta ocho equipos mexicanos fueran invitados para disputar un torneo selectivo entre ellos, jugado en Estados Unidos, para disputar después dos plazas directas a la fase de grupos de dicha competición. Estas fueron disputadas contra clubes venezolanos en el torneo PreLibertadores, quienes intercambiaban sus plazas a cambio de un porcentaje de entradas y derechos televisivos.
En 2004, la Conmebol otorgó dos plazas directas a México (en 2005, aumentó a tres vía repechaje), con lo que el sistema de clasificación cambió: Los campeones vigentes, al año anterior de la disputa del certamen, se enfrentaban por el boleto denominado México 1, los boletos 2 y 3 eran disputados en un torneo llamado InterLiga, jugado en Estados Unidos, por los 8 equipos mejor ubicados en una tabla general que contemplaba los dos torneos cortos de la temporada.
Quedaban descartados para disputar la Copa Libertadores de esa temporada aquellos equipos que resultaran campeones en los dos torneos de liga del año, esto por la disposición de Concacaf para que los ganadores de la liga en México disputarán el torneo del área y así tener que esperar, dos años como mínimo, para aspirar a jugar la competencia sudamericana.
A partir de la temporada 2010-2011, se implantó un nuevo sistema de clasificación:
- México 1: El líder general del torneo Apertura de cada año sin importar si resulta campeón.
- México 2: El segundo puesto de la tabla general del torneo Apertura de cada año.
- México 3: El campeón de la Supercopa MX, un torneo disputado entre los dos campeones del ciclo futbolístico dentro de la Copa México. (Este último, implementado a partir de la temporada 2013-14, anteriormente correspondía al tercer mejor ubicado del torneo de Apertura).

Sin embargo el cambio de formato y calendario del certamen sudamericano en 2016, ocasionó que los equipos mexicanos decidieran no participar desde la edición 2017.

#### Otros torneos de Conmebol
Desde la primera edición de la Copa Merconorte en 1998, la liga mexicana ya había recibido invitación de Conmebol para disputar dicho torneo; sin embargo las diferencias entre el organismo sudamericano y la federación local sobre la designación de los clubes invitados (CONMEBOL invitó a América, Guadalajara y Cruz Azul; la Federación quería enviar a Necaxa y Toluca) impidieron el debut de los conjuntos mexicanos en esta competición.
Los clubes mexicanos comenzaron su participación en la Copa Merconorte 2000, siendo los representantes Guadalajara, Necaxa, Pachuca y Toluca. En la Merconorte 2001, la cual fue su última edición, participaron Guadalajara, Necaxa y Santos Laguna. En ambos torneos no existió ningún criterio deportivo de clasificación, en virtud de que todos los participantes actuaban por invitación.
Para la Copa Sudamericana 2005, Conmebol invitó por primera vez a tres equipos de Concacaf, dos de ellos mexicanos: América y Universidad Nacional; si bien el motivo de la invitación fue su condición como los dos últimos campeones de liga del fútbol mexicano, este no fue el criterio reglamentario, dado que participaban en calidad de invitados.
Sin embargo a partir de la Copa Sudamericana 2006 se empezaron a utilizar dos criterios de clasificación para los equipos invitados. Por un lado clasificaba el equipo mejor ubicado en la tabla general del Torneo Clausura del año en curso, condicionado a no ser participante de la Copa de Campeones de la Concacaf ese mismo semestre; y por el otro clasificaba el subcampeón de la Copa de Campeones de la Concacaf de ese año, disputada en el primer semestre; norma que en las dos ocasiones de su vigencia resultaron ser clubes mexicanos los calificados. Este criterio se empleó también en la edición de 2007 (Pachuca participó en calidad de campeón defensor del torneo). En la edición 2008 se aplicó un nuevo método, clasificando ahora, a los dos mejor ubicados en la tabla general del Torneo Clausura, y que no fueran participantes del campeonato de clubes de Concacaf.
Por directrices de Concacaf, el fútbol mexicano dejó de participar desde la edición 2009, pese a que la Federación Mexicana de Fútbol confirmó como participantes ese año a Monterrey y Puebla.
Pachuca, como campeón de la Copa Sudamericana 2006, obtuvo el derecho a jugar la Recopa Sudamericana 2007 contra Internacional de Porto Alegre de Brasil, campeón de la Copa Libertadores 2006, en una serie de ida y vuelta para definir al ganador de los dos campeones de Conmebol.

## Trofeo

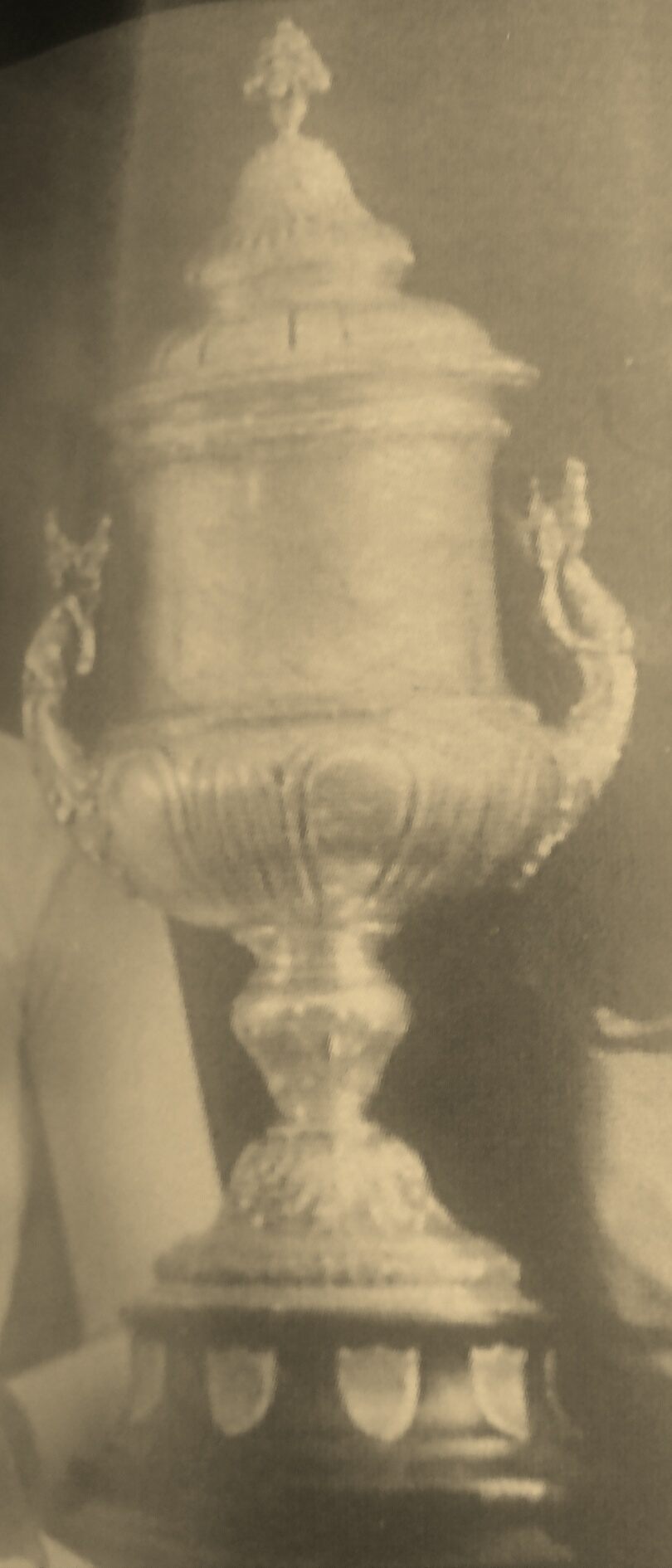
Diseño original del trofeo de campeón de liga.

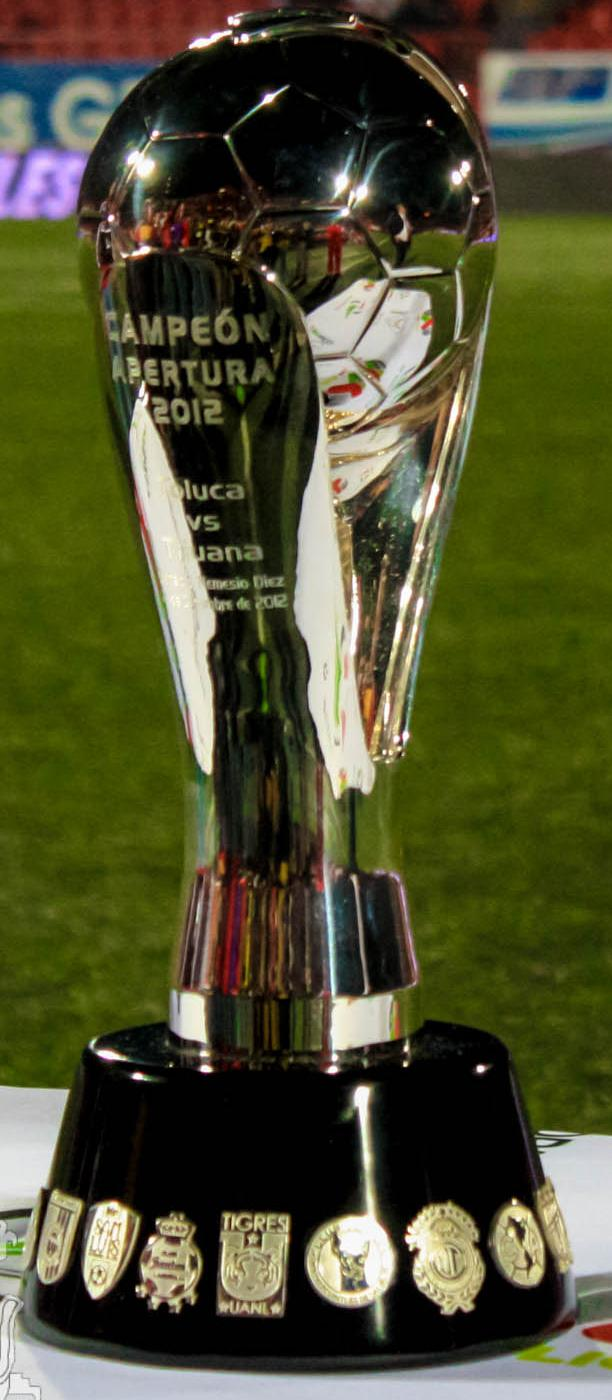
Trofeo otorgado al campeón de la liga mexicana a partir del clausura 2008.

El trofeo del campeonato de liga de la máxima categoría en México ha tenido dos versiones habituales, en tanto algunos torneos incluyeron trofeos distintos por razones específicas.
La primera versión, que es la de mayor duración, y se convirtió en un símbolo distintivo del campeonato por su diseño, tiene su origen en la misma liga, por lo que comenzó a entregarse desde la temporada 1922-23. El trofeo original fue hecho por la casa de joyería y metalurgia Reed & Barton en 1922; Hecho de 4.225 kg de plata esterlina y cobre, sus medidas eran de 70 cm de altitud de la base a la punta de la tapa, 15 cm de diámetro en la base y 25 cm en la parte media del cuerpo y la boca del recipiente; estaba adherido a un pedestal de madera de caoba de forma circular con 20 cm de diámetro y 15 cm de alto, decorada con placas metálicas en forma de escudo heráldico suizo, que contenían los nombres de los equipos participantes.
El diseño consistía en una ánfora de cuello ancho, cuerpo globular y pie (base) acanalado, dos asas y tapa ornamentada. La ornamentación y acabados, a través del repujado, residía en hojas de olivo en el pie y el cuerpo; el cuello con un marco para la inscripción "Campeonato de Liga", la temporada y nombre del ganador; dos ángeles curveados como asas y la tapa en forma de montículo con una llamarada en la punta.
El diseño básico permaneció invariable; no obstante con los años se presentaron algunas modificaciones distintivas en la ornamentación y las dimensiones. Por principio de cuentas, la llamarada de la punta fue remplazada por la característica figura de un jugador con los brazos extendidos a punto de patear un balón; las hojas de olivo en los acabados fueron cambiadas por hojas de laurel; el pie y la tapa pasaron a un diseño de pirámide escalonada; en cuanto a las dimensiones, la altitud pasó a 65 cm, los diámetros de la base y cuerpo a 17 y 20 cm respectivamente; en tanto el cuello disminuyó su altitud y anchura, desapareciendo el marco con la inscripción de campeón; en tanto el pedestal aumento de tamaño, pasando a 35 cm de altitud y 30 cm de diámetro, decorado con placas a color de los escudos de los equipos participantes; trofeo y pedestal median juntos un metro y pesaban 12 kg.
En 1962 la federación cambió de fabricante, de la casa de metalurgia de origen extranjero a un taller familiar de la Ciudad de México, pero conservando el diseño original. Nuevos cambios se suscitaron en los materiales y el pedestal, las condiciones económicas en los años 1970 disminuyeron la calidad de los materiales usados, se incluyeron a la plata y el cobre, partes de aluminio y estaño para disminuir el costo de fabricación, y el pedestal circular de caoba se cambió por uno trapezoidal de madera más simple en 1980. El pedestal circular fue retomado en 1998. Antes de su reemplazo en 2008 estaba valuado en sesenta mil pesos mexicanos; la última vez que se entregó fue en el Apertura 2007.
En octubre de 2007 la Federación Mexicana de Fútbol emitió una convocatoria para un concurso bajo el nombre "Hazla tuya", el cual consistía en la presentación de diseños para elaborar un nuevo trofeo de campeón de liga, las propuestas pasarían por un comité de expertos que seleccionarían tres finalistas, estos se someterían a votación vía el sitio oficial de la federación para elegir al ganador. El primer lugar sería el nuevo premio para el campeón del Clausura 2008, el segundo se convertiría en el galardón de campeón de la, aun llamada, Primera división "A", y el tercer lugar quedaría como trofeo del ganador de la Serie por el ascenso.
El trofeo está hecho de plata esterlina, sus medidas son de 47 centímetros de alto por 19 centímetros de ancho y pesa 9 kilogramos; se encuentra adherido a un pedestal de obsidiana de forma circular, decorado con placas metálicas con los escudos de los equipos participantes. El diseño consiste en una escultura estilizada de la cabeza y pico de un águila sosteniendo un balón. La parte frontal al balón incluye la inscripción en mayúsculas de la frase "Campeón (denominación del torneo)", el estadio sede del partido de vuelta de la final, la fecha del juego, los rivales que se enfrentan en orden local-visitante y terminado el duelo es inscrito el nombre del equipo campeón.
A diferencia de otras ligas o competencias en el mundo, el trofeo nunca ha estado en disputa para entregarse en propiedad a los campeones consecutivos o alternados destacados. Sin embargo, si existieron galardones especiales para dichos logros significativos; la Copa Challenger instituida en 1916 para el equipo que logrará tres campeonatos consecutivos (otorgada al España, América y Guadalajara) y la Copa Campeonato creada en 1931 para el equipo que, a partir de dicha fecha, obtuviera cinco campeonatos alternados (otorgada al España en 1945).

## Historial de temporadas
A continuación, se muestra el listado de los torneos y campeonatos, incluyendo, la época amateur y profesional.
Nota: Nombres de los equipos según la época.
| Temporada                                                                            | Campeón                                                                       | Resultado                                                                     | Subcampeón                                                                    | Notas                                                                         |
| Liga Mexicana de Foot-ball Association                                               | Liga Mexicana de Foot-ball Association                                        | Liga Mexicana de Foot-ball Association                                        | Liga Mexicana de Foot-ball Association                                        | Liga Mexicana de Foot-ball Association                                        |
| ------------------------------------------------------------------------------------ | ----------------------------------------------------------------------------- | ----------------------------------------------------------------------------- | ----------------------------------------------------------------------------- | ----------------------------------------------------------------------------- |
| 1902-03                                                                              | Orizaba A. C.                                                                 |                                                                               | Reforma A. C.                                                                 | Época amateur                                                                 |
| 1903-04                                                                              | México Cricket Club                                                           |                                                                               | Reforma A. C.                                                                 | Época amateur                                                                 |
| Liga Mexicana de Football Amateur Association                                        |                                                                               |                                                                               |                                                                               |                                                                               |
| 1904-05                                                                              | Pachuca A. C.                                                                 |                                                                               | British Club                                                                  | Época amateur                                                                 |
| 1905-06                                                                              | Reforma A. C.                                                                 |                                                                               | México Country Club                                                           | Época amateur                                                                 |
| 1906-07                                                                              | Reforma A. C.                                                                 |                                                                               | British Club                                                                  | Época amateur                                                                 |
| 1907-08                                                                              | British Club                                                                  |                                                                               | México F. C.                                                                  | Época amateur                                                                 |
| 1908-09                                                                              | Reforma A. C.                                                                 |                                                                               | Pachuca A. C.                                                                 | Época amateur                                                                 |
| 1909-10                                                                              | Reforma A. C.                                                                 |                                                                               | Popo Park F. C.                                                               | Época amateur                                                                 |
| 1910-11                                                                              | Reforma A. C.                                                                 | 3-0                                                                           | Pachuca A. C.                                                                 | Época amateur                                                                 |
| 1911-12                                                                              | Reforma A. C.                                                                 |                                                                               | Pachuca A. C.                                                                 | Época amateur                                                                 |
| 1912-13                                                                              | Club México                                                                   |                                                                               | Pachuca A. C.                                                                 | Época amateur                                                                 |
| 1913-14                                                                              | Club España                                                                   |                                                                               | Rovers F. C.                                                                  | Época amateur                                                                 |
| 1914-15                                                                              | Club España                                                                   |                                                                               | Pachuca A. C.                                                                 | Época amateur                                                                 |
| 1915-16                                                                              | Club España                                                                   |                                                                               | Pachuca A. C.                                                                 | Época amateur                                                                 |
| Liga Mexicana de Aficionados de Foot-ball Association                                |                                                                               |                                                                               |                                                                               |                                                                               |
| 1916-17                                                                              | Club España                                                                   |                                                                               | Pachuca A. C.                                                                 | Época amateur                                                                 |
| 1917-18                                                                              | Pachuca A. C.                                                                 |                                                                               | Deportivo Español                                                             | Época amateur                                                                 |
| 1918-19                                                                              | Club España                                                                   |                                                                               | Centro Unión                                                                  | Época amateur                                                                 |
| 1919-20                                                                              | Pachuca A. C.                                                                 |                                                                               | Germania F. V.                                                                | Época amateur                                                                 |
| 1920-21                                                                              | Campeón no reconocido por desacuerdos administrativos entre los participantes | Campeón no reconocido por desacuerdos administrativos entre los participantes | Campeón no reconocido por desacuerdos administrativos entre los participantes | Campeón no reconocido por desacuerdos administrativos entre los participantes |
| 1921-22                                                                              | Campeón no reconocido por desacuerdos administrativos entre los participantes | Campeón no reconocido por desacuerdos administrativos entre los participantes | Campeón no reconocido por desacuerdos administrativos entre los participantes | Campeón no reconocido por desacuerdos administrativos entre los participantes |
| Campeonato de Primera Fuerza de la FMF                                               |                                                                               |                                                                               |                                                                               |                                                                               |
| 1922-23                                                                              | C. F. Asturias                                                                |                                                                               | Germania F. V.                                                                | Época amateur                                                                 |
| 1923-24                                                                              | R. C. España                                                                  | 2-1                                                                           | Club América                                                                  | Época amateur                                                                 |
| 1924-25                                                                              | Club América                                                                  |                                                                               | Club Necaxa                                                                   | Época amateur                                                                 |
| 1925-26                                                                              | Club América                                                                  | 1-0                                                                           | C. F. Asturias                                                                | Época amateur                                                                 |
| 1926-27                                                                              | Club América                                                                  |                                                                               | R. C. España                                                                  | Época amateur                                                                 |
| 1927-28                                                                              | Club América                                                                  |                                                                               | C. F. Asturias                                                                | Época amateur                                                                 |
| 1928-29                                                                              | C. D. Marte                                                                   |                                                                               | R. C. España                                                                  | Época amateur                                                                 |
| 1929-30                                                                              | R. C. España                                                                  |                                                                               | Club América                                                                  | Época amateur                                                                 |
| 1930-31                                                                              | Suspendido por desacuerdos administrativos entre los participantes            | Suspendido por desacuerdos administrativos entre los participantes            | Suspendido por desacuerdos administrativos entre los participantes            | Suspendido por desacuerdos administrativos entre los participantes            |
| Campeonato Preferente de la Liga Mayor                                               |                                                                               |                                                                               |                                                                               |                                                                               |
| 1931-32                                                                              | C. F. Atlante                                                                 | 1-0                                                                           | Club Necaxa                                                                   | Época amateur                                                                 |
| 1932-33                                                                              | Club Necaxa                                                                   |                                                                               | C. F. Atlante                                                                 | Época amateur                                                                 |
| 1933-34                                                                              | R. C. España                                                                  | 2-1                                                                           | C. F. Asturias                                                                | Época amateur                                                                 |
| 1934-35                                                                              | Club Necaxa                                                                   |                                                                               | Club América                                                                  | Época amateur                                                                 |
| 1935-36                                                                              | R. C. España                                                                  |                                                                               | Club América                                                                  | Época amateur                                                                 |
| 1936-37                                                                              | Club Necaxa                                                                   |                                                                               | C. F. Atlante                                                                 | Época amateur                                                                 |
| 1937-38                                                                              | Club Necaxa                                                                   |                                                                               | C. F. Asturias                                                                | Época amateur                                                                 |
| 1938-39                                                                              | C. F. Asturias                                                                |                                                                               | Selección de Euskadi                                                          | Época amateur                                                                 |
| 1939-40                                                                              | R. C. España                                                                  |                                                                               | Club Necaxa                                                                   | Época amateur                                                                 |
| 1940-41                                                                              | C. F. Atlante                                                                 |                                                                               | Selección de Jalisco                                                          | Época amateur                                                                 |
| 1941-42                                                                              | R. C. España                                                                  | 5-4                                                                           | C. F. Atlante                                                                 | Época amateur                                                                 |
| 1942-43                                                                              | C. D. Marte                                                                   |                                                                               | C. F. Atlante                                                                 | Época amateur                                                                 |
| 1943-44                                                                              | C. F. Asturias                                                                | 4-1                                                                           | R. C. España                                                                  | Inicio de la época profesional                                                |
| 1944-45                                                                              | R. C. España                                                                  |                                                                               | Puebla                                                                        |                                                                               |
| 1945-46                                                                              | Veracruz                                                                      |                                                                               | C. F. Atlante                                                                 |                                                                               |
| 1946-47                                                                              | C. F. Atlante                                                                 |                                                                               | Club León                                                                     |                                                                               |
| 1947-48                                                                              | Club León                                                                     | 2-0                                                                           | C. D. Oro                                                                     |                                                                               |
| 1948-49                                                                              | Club León                                                                     |                                                                               | Atlas                                                                         |                                                                               |
| Campeonato de la Rama Profesional de la FMF                                          |                                                                               |                                                                               |                                                                               |                                                                               |
| 1949-50                                                                              | Veracruz                                                                      |                                                                               | C. F. Atlante                                                                 |                                                                               |
| 1950-51                                                                              | Atlas                                                                         |                                                                               | C. F. Atlante                                                                 |                                                                               |
| 1951-52                                                                              | Club León                                                                     |                                                                               | C. D. Guadalajara                                                             |                                                                               |
| 1952-53                                                                              | Tampico                                                                       |                                                                               | Zacatepec                                                                     |                                                                               |
| 1953-54                                                                              | C. D. Marte                                                                   |                                                                               | Oro                                                                           |                                                                               |
| 1954-55                                                                              | Zacatepec                                                                     |                                                                               | C. D. Guadalajara                                                             |                                                                               |
| 1955-56                                                                              | Club León                                                                     | 4-2                                                                           | Oro                                                                           |                                                                               |
| 1956-57                                                                              | C. D. Guadalajara                                                             |                                                                               | Toluca                                                                        |                                                                               |
| 1957-58                                                                              | Zacatepec                                                                     |                                                                               | Toluca                                                                        |                                                                               |
| 1958-59                                                                              | C. D. Guadalajara                                                             |                                                                               | Club León                                                                     |                                                                               |
| 1959-60                                                                              | C. D. Guadalajara                                                             |                                                                               | Club América                                                                  |                                                                               |
| Campeonato de Liga de Primera División Profesional                                   |                                                                               |                                                                               |                                                                               |                                                                               |
| 1960-61                                                                              | C. D. Guadalajara                                                             |                                                                               | Oro                                                                           |                                                                               |
| 1961-62                                                                              | C. D. Guadalajara                                                             |                                                                               | Club América                                                                  |                                                                               |
| 1962-63                                                                              | Oro                                                                           |                                                                               | C. D. Guadalajara                                                             |                                                                               |
| 1963-64                                                                              | C. D. Guadalajara                                                             |                                                                               | Club América                                                                  |                                                                               |
| 1964-65                                                                              | C. D. Guadalajara                                                             |                                                                               | Oro                                                                           |                                                                               |
| 1965-66                                                                              | Club América                                                                  |                                                                               | Atlas                                                                         |                                                                               |
| 1966-67                                                                              | Toluca                                                                        |                                                                               | Club América                                                                  |                                                                               |
| 1967-68                                                                              | Toluca                                                                        |                                                                               | UNAM                                                                          |                                                                               |
| 1968-69                                                                              | Cruz Azul                                                                     |                                                                               | C. D. Guadalajara                                                             |                                                                               |
| 1969-70                                                                              | C. D. Guadalajara                                                             |                                                                               | Cruz Azul                                                                     |                                                                               |
| Torneo México '70                                                                    |                                                                               |                                                                               |                                                                               |                                                                               |
| MÉX. 1970                                                                            | Cruz Azul                                                                     |                                                                               | C. D. Guadalajara                                                             |                                                                               |
| Campeonato de Liga de Primera División Profesional                                   |                                                                               |                                                                               |                                                                               |                                                                               |
| 1970-71                                                                              | Club América                                                                  | 2-0                                                                           | Toluca                                                                        |                                                                               |
| 1971-72                                                                              | Cruz Azul                                                                     | 4-1                                                                           | Club América                                                                  |                                                                               |
| 1972-73                                                                              | Cruz Azul                                                                     | 3-2 (des.)                                                                    | Club León                                                                     |                                                                               |
| 1973-74                                                                              | Cruz Azul                                                                     | 4-2                                                                           | Atlético Español                                                              |                                                                               |
| 1974-75                                                                              | Toluca                                                                        | —                                                                             | Club León                                                                     | Título definido bajo sistema de liga                                          |
| 1975-76                                                                              | Club América                                                                  | 4-0                                                                           | U. de G.                                                                      |                                                                               |
| 1976-77                                                                              | UNAM                                                                          | 1-0                                                                           | U. de G.                                                                      |                                                                               |
| 1977-78                                                                              | Tigres UANL                                                                   | 3-1                                                                           | UNAM                                                                          |                                                                               |
| 1978-79                                                                              | Cruz Azul                                                                     | 2-0                                                                           | UNAM                                                                          |                                                                               |
| 1979-80                                                                              | Cruz Azul                                                                     | 4-3                                                                           | Tigres UANL                                                                   |                                                                               |
| 1980-81                                                                              | UNAM                                                                          | 4-2                                                                           | Cruz Azul                                                                     |                                                                               |
| 1981-82                                                                              | Tigres UANL                                                                   | 2-2 (3-1, pen.)                                                               | C. F. Atlante                                                                 |                                                                               |
| 1982-83                                                                              | Puebla                                                                        | 2-2 (7-6, pen.)                                                               | C. D. Guadalajara                                                             |                                                                               |
| 1983-84                                                                              | Club América                                                                  | 5-3                                                                           | C. D. Guadalajara                                                             |                                                                               |
| 1984-85                                                                              | Club América                                                                  | 4-2 (des.)                                                                    | UNAM                                                                          |                                                                               |
| Torneos Prode '85 y México '86                                                       |                                                                               |                                                                               |                                                                               |                                                                               |
| PRODE 1985                                                                           | Club América                                                                  | 5-4 (pró.)                                                                    | Tampico-Madero                                                                |                                                                               |
| MÉX. 1986                                                                            | Monterrey                                                                     | 3-2 (pró.)                                                                    | Tampico Madero                                                                |                                                                               |
| Campeonato Mexicano de Liga                                                          |                                                                               |                                                                               |                                                                               |                                                                               |
| 1986-87                                                                              | C. D. Guadalajara                                                             | 4-2                                                                           | Cruz Azul                                                                     |                                                                               |
| Campeonato de Liga de la FMF                                                         |                                                                               |                                                                               |                                                                               |                                                                               |
| 1987-88                                                                              | Club América                                                                  | 4-2                                                                           | UNAM                                                                          |                                                                               |
| 1988-89                                                                              | Club América                                                                  | 5-4                                                                           | Cruz Azul                                                                     |                                                                               |
| 1989-90                                                                              | Puebla                                                                        | 6-4                                                                           | U. de G.                                                                      |                                                                               |
| 1990-91                                                                              | UNAM                                                                          | 3-3 (v)                                                                       | Club América                                                                  |                                                                               |
| 1991-92                                                                              | León                                                                          | 2-0 (pró.)                                                                    | Puebla                                                                        |                                                                               |
| 1992-93                                                                              | C. F. Atlante                                                                 | 4-0                                                                           | Monterrey                                                                     |                                                                               |
| 1993-94                                                                              | Tecos UAG                                                                     | 2-1 (pró.)                                                                    | Santos Laguna                                                                 |                                                                               |
| Campeonato de Liga de la Primera División Profesional                                |                                                                               |                                                                               |                                                                               |                                                                               |
| 1994-95                                                                              | Club Necaxa                                                                   | 3-1                                                                           | Cruz Azul                                                                     |                                                                               |
| 1995-96                                                                              | Club Necaxa                                                                   | 1-1 (v)                                                                       | Atlético Celaya                                                               |                                                                               |
| Campeonatos Mexicanos de Liga de la Primera División Profesional Invierno y Verano   |                                                                               |                                                                               |                                                                               |                                                                               |
| INV. 1996                                                                            | Santos Laguna                                                                 | 4-3                                                                           | Club Necaxa                                                                   |                                                                               |
| VER. 1997                                                                            | C. D. Guadalajara                                                             | 7-2                                                                           | Toros Neza                                                                    |                                                                               |
| INV. 1997                                                                            | Cruz Azul                                                                     | 2-1 (g.o.)                                                                    | Club León                                                                     |                                                                               |
| VER. 1998                                                                            | Toluca                                                                        | 6-4                                                                           | Club Necaxa                                                                   |                                                                               |
| INV. 1998                                                                            | Club Necaxa                                                                   | 2-0                                                                           | C. D. Guadalajara                                                             |                                                                               |
| VER. 1999                                                                            | Toluca                                                                        | 5-5 (5-4, pen.)                                                               | Atlas                                                                         |                                                                               |
| INV. 1999                                                                            | Pachuca                                                                       | 3-2 (g.o.)                                                                    | Cruz Azul                                                                     |                                                                               |
| VER. 2000                                                                            | Toluca                                                                        | 7-1                                                                           | Santos Laguna                                                                 |                                                                               |
| INV. 2000                                                                            | Morelia                                                                       | 3-3 (5-4, pen.)                                                               | Toluca                                                                        |                                                                               |
| VER. 2001                                                                            | Santos Laguna                                                                 | 4-3                                                                           | Pachuca                                                                       |                                                                               |
| INV. 2001                                                                            | Pachuca                                                                       | 3-1                                                                           | Tigres UANL                                                                   |                                                                               |
| VER. 2002                                                                            | Club América                                                                  | 3-2 (g.o.)                                                                    | Club Necaxa                                                                   |                                                                               |
| Campeonatos Mexicanos de Liga de la Primera División Profesional Apertura y Clausura |                                                                               |                                                                               |                                                                               |                                                                               |
| APR. 2002                                                                            | Toluca                                                                        | 4-2                                                                           | Monarcas                                                                      |                                                                               |
| CLA. 2003                                                                            | Monterrey                                                                     | 3-1                                                                           | Monarcas Morelia                                                              |                                                                               |
| APR. 2003                                                                            | Pachuca                                                                       | 3-2                                                                           | Tigres UANL                                                                   |                                                                               |
| CLA. 2004                                                                            | UNAM                                                                          | 1-1 (5-4, pen.)                                                               | C. D. Guadalajara                                                             |                                                                               |
| APR. 2004                                                                            | UNAM                                                                          | 3-1                                                                           | Monterrey                                                                     |                                                                               |
| CLA. 2005                                                                            | Club América                                                                  | 7-4                                                                           | Tecos UAG                                                                     |                                                                               |
| APR. 2005                                                                            | Toluca                                                                        | 6-3                                                                           | Monterrey                                                                     |                                                                               |
| CLA. 2006                                                                            | Pachuca                                                                       | 1-0                                                                           | San Luis                                                                      |                                                                               |
| APR. 2006                                                                            | C. D. Guadalajara                                                             | 3-2                                                                           | Toluca                                                                        |                                                                               |
| CLA. 2007                                                                            | Pachuca                                                                       | 3-2                                                                           | Club América                                                                  |                                                                               |
| APR. 2007                                                                            | C. F. Atlante                                                                 | 2-1                                                                           | UNAM                                                                          |                                                                               |
| CLA. 2008                                                                            | Santos Laguna                                                                 | 3-2                                                                           | Cruz Azul                                                                     |                                                                               |
| APR. 2008                                                                            | Toluca                                                                        | 2-2 (7-6, pen.)                                                               | Cruz Azul                                                                     |                                                                               |
| CLA. 2009                                                                            | UNAM                                                                          | 3-2 (pró.)                                                                    | Pachuca                                                                       |                                                                               |
| APR. 2009                                                                            | Monterrey                                                                     | 6-4                                                                           | Cruz Azul                                                                     |                                                                               |
| BICEN. 2010                                                                          | Toluca                                                                        | 2-2 (4-3, pen.)                                                               | Santos Laguna                                                                 |                                                                               |
| APR. 2010                                                                            | Monterrey                                                                     | 5-3                                                                           | Santos Laguna                                                                 |                                                                               |
| CLA. 2011                                                                            | UNAM                                                                          | 3-2                                                                           | Monarcas Morelia                                                              |                                                                               |
| APR. 2011                                                                            | Tigres UANL                                                                   | 4-1                                                                           | Santos Laguna                                                                 |                                                                               |
| CLA. 2012                                                                            | Santos Laguna                                                                 | 3-2                                                                           | Monterrey                                                                     |                                                                               |
| APR. 2012                                                                            | Tijuana                                                                       | 4-1                                                                           | Toluca                                                                        |                                                                               |
| CLA. 2013                                                                            | Club América                                                                  | 2-2 (4-2, pen.)                                                               | Cruz Azul                                                                     |                                                                               |
| APR. 2013                                                                            | Club León                                                                     | 5-1                                                                           | Club América                                                                  |                                                                               |
| CLA. 2014                                                                            | Club León                                                                     | 4-3 (pró.)                                                                    | Pachuca                                                                       |                                                                               |
| APR. 2014                                                                            | Club América                                                                  | 3-1                                                                           | Tigres UANL                                                                   |                                                                               |
| CLA. 2015                                                                            | Santos Laguna                                                                 | 5-3                                                                           | Querétaro                                                                     |                                                                               |
| APR. 2015                                                                            | Tigres UANL                                                                   | 4-4 (4-2, pen.)                                                               | UNAM                                                                          |                                                                               |
| CLA. 2016                                                                            | Pachuca                                                                       | 2-1                                                                           | Monterrey                                                                     |                                                                               |
| APR. 2016                                                                            | Tigres UANL                                                                   | 2-2 (3-0, pen.)                                                               | Club América                                                                  |                                                                               |
| CLA. 2017                                                                            | C. D. Guadalajara                                                             | 4-3                                                                           | Tigres UANL                                                                   |                                                                               |
| APR. 2017                                                                            | Tigres UANL                                                                   | 3-2                                                                           | Monterrey                                                                     |                                                                               |
| CLA. 2018                                                                            | Santos Laguna                                                                 | 3-2                                                                           | Toluca                                                                        |                                                                               |
| APR. 2018                                                                            | Club América                                                                  | 2-0                                                                           | Cruz Azul                                                                     |                                                                               |
| CLA. 2019                                                                            | Tigres UANL                                                                   | 1-0                                                                           | Club León                                                                     |                                                                               |
| APR. 2019                                                                            | Monterrey                                                                     | 3-3 (4-2, pen.)                                                               | Club América                                                                  |                                                                               |
| CLA. 2020                                                                            | Torneo finalizado debido a la pandemia del COVID-19                           | Torneo finalizado debido a la pandemia del COVID-19                           | Torneo finalizado debido a la pandemia del COVID-19                           | Torneo finalizado debido a la pandemia del COVID-19                           |
| GUARD. 2020                                                                          | Club León                                                                     | 3-1                                                                           | UNAM                                                                          |                                                                               |
| GUARD. 2021                                                                          | Cruz Azul                                                                     | 2-1                                                                           | Santos Laguna                                                                 |                                                                               |
| APR. 2021                                                                            | Atlas                                                                         | 3-3 (4-3, pen.)                                                               | Club León                                                                     |                                                                               |
| CLA. 2022                                                                            | Atlas                                                                         | 3-2                                                                           | Pachuca                                                                       |                                                                               |
| APR. 2022                                                                            | Pachuca                                                                       | 8-2                                                                           | Toluca                                                                        |                                                                               |
| CLA. 2023                                                                            | Tigres UANL                                                                   | 3-2 (pró.)                                                                    | Guadalajara                                                                   |                                                                               |
| APR. 2023                                                                            | Club América                                                                  | 4-1 (pró.)                                                                    | Tigres UANL                                                                   |                                                                               |
| CLA. 2024                                                                            | Club América                                                                  | 2-1                                                                           | Cruz Azul                                                                     |                                                                               |
| APR. 2024                                                                            | Club América                                                                  | 3-2                                                                           | Monterrey                                                                     |                                                                               |
| CLA. 2025                                                                            | Toluca                                                                        | 2-0                                                                           | Club América                                                                  |                                                                               |

- En las temporadas 1923-24, 1925-26, 1931-32, 1941-42, 1943-44, 1947-48 y 1955-56 hubo empate en el primer lugar de la tabla y se jugaron partidos extra por el título. En tanto que en la campaña 1933-34 hubo triple empate en la cima y se disputó un triangular final.

- La final de la temporada 1971-72 se definió en juego único entre Cruz Azul y Club América en el Estadio Azteca.

- En 1974-75 la liguilla consistió en una ronda grupal entre los 4 clubes que ocuparon los 2 primeros lugares de los dos grupos en que se dividieron los 20 equipos de la fase regular: Club León, Toluca, Cruz Azul y Unión de Curtidores. Se disputó todos contra todos a visita recíproca; el ganador del grupo sería el campeón. El partido Toluca 1-0 León de la quinta jornada definió el título a favor de Toluca; no es una final como tal, puesto que el reglamento vigente entonces, no contempló la realización de una.[52]

## Palmarés
| Club                   | Títulos | Subtítulos | Años de los campeonatos | Años subcampeón                                                                                      |
| ---------------------- | ------- | ---------- | --- | --- |
| C. F. América          | 16      | 11         | 1965-66, 1970-71, 1975-76, 1983-84, 1984-85, P-1985, 1987-88, 1988-89, V-2002, C-2005, C-2013, A-2014, A-2018, A-2023, C-2024 y A-2024 | 1959-60, 1961-62, 1963-64, 1966-67, 1971-72, 1990-91, C-2007, A-2013, A-2016, A-2019 y C-2025        |
| C. D. Guadalajara      | 12      | 10         | 1956-57, 1958-59, 1959-60, 1960-61, 1961-62, 1963-64, 1964-65, 1969-70, 1986-87, V-1997, A-2006 y C-2017                               | 1951-52, 1954-55, 1962-63, 1968-69, M-1970, 1982-83, 1983-84, I-1998, C-2004, C-2023                 |
| Deportivo Toluca F. C. | 11      | 8          | 1966-67, 1967-68, 1974-75, V-1998, V-1999, V-2000, A-2002, A-2005, A-2008, B-2010 y C-2025                                             | 1956-57, 1957-58, 1970-71, I-2000, A-2006, A-2012, C-2018 y A-2022                                   |
| C. D. Cruz Azul        | 9       | 12         | 1968-69, M-1970, 1971-72, 1972-73, 1973-74, 1978-79, 1979-80, I-1997 y G-2021                                                          | 1969-70, 1980-81, 1986-87, 1988-89, 1994-95, I-1999, C-2008, A-2008, A-2009, C-2013, A-2018 y C-2024 |
| Club León              | 8       | 7          | 1947-48, 1948-49, 1951-52, 1955-56, 1991-92, A-2013, C-2014 y G-2020                                                                   | 1946-47, 1958-59, 1972-73, 1974-75, I-1997, C-2019 y A-2021                                          |
| C. F. Tigres UANL      | 8       | 6          | 1977-78, 1981-82, A-2011, A-2015, A-2016, A-2017, C-2019 y C-2023                                                                      | 1979-80, I-2001, A-2003, A-2014, C-2017 y A-2023                                                     |
| Universidad Nacional   | 7       | 8          | 1976-77, 1980-81, 1990-91, C-2004, A-2004, C-2009 y C-2011                                                                             | 1967-68, 1977-78, 1978-79, 1984-85, 1987-88, A-2007, A-2015 y G-2020                                 |
| C. F. Pachuca          | 7       | 4          | I-1999, I-2001, A-2003, C-2006, C-2007, C-2016 y A-2022                                                                                | V-2001, C-2009, C-2014 y C-2022                                                                      |
| Santos Laguna          | 6       | 6          | I-1996, V-2001, C-2008, C-2012, C-2015 y C-2018                                                                                        | 1993-94, V-2000, B-2010, A-2010, A-2011 y G-2021                                                     |
| C. F. Monterrey        | 5       | 7          | M-1986, C-2003, A-2009, A-2010 y A-2019                                                                                                | 1992-93, A-2004, A-2005, C-2012, C-2016, A-2017 y A-2024.                                            |
| Atlante F. C.          | 3       | 4          | 1946-47, 1992-93 y A-2007 | 1945-46, 1949-50, 1950-51 y 1981-82                                                                  |
| Club Necaxa            | 3       | 3          | 1994-95, 1995-96 e I-1998 | I-1996, V-1998 y V-2002                                                                              |
| Atlas F. C.            | 3       | 3          | 1950-51, A-2021 y C-2022 | 1948-49, 1965-66 y V-1999                                                                            |
| Club Puebla            | 2       | 2          | 1982-83 y 1989-90 | 1944-45 y 1991-92                                                                                    |
| C. A. Zacatepec        | 2       | 1          | 1954-55 y 1957-58 | 1952-53                                                                                              |
| C. D. Veracruz         | 2       | -          | 1945-46 y 1949-50 | |
| C. D. Oro              | 1       | 5          | 1962-63 | 1947-48, 1953-54, 1955-56, 1960-61 y 1964-65                                                         |
| C. A. Monarcas Morelia | 1       | 3          | I-2000 | A-2002, C-2003 y C-2011                                                                              |
| R. C. España           | 1       | 1          | 1944-45 | 1943-44                                                                                              |
| Tecos F. C.            | 1       | 1          | 1993-94 | C-2005                                                                                               |
| C. F. Asturias         | 1       | -          | 1943-44 | |
| C. D. Marte            | 1       | -          | 1953-54 | |
| C. D. Tampico          | 1       | -          | 1952-53 | |
| Club Tijuana           | 1       | -          | A-2012 | |
| U. de G.               | -       | 3          | | 1975-76, 1976-77 y 1989-90                                                                           |
| Tampico Madero F. C.   | -       | 2          | | P-85 y M-86                                                                                          |
| Atlético Español       | -       | 1          | | 1973-74                                                                                              |
| Atlético Celaya        | -       | 1          | | 1995-96                                                                                              |
| Toros Neza             | -       | 1          | | V-1997                                                                                               |
| San Luis F. C.         | -       | 1          | | C-2006                                                                                               |
| Querétaro F. C.        | -       | 1          | | C-2015                                                                                               |

## Estadísticas
Para un completo resumen estadístico de la competición véase Estadísticas de la Primera División de México

### Clasificación histórica
A continuación se muestran los diez primeros lugares de la tabla histórica de la de Primera División (1943-Clausura 2025). En esta los datos contabilizan la fase regular, fases finales por el título de liga, con todas sus etapas, partidos extra por el título o el segundo lugar, y liguillas por el no descenso; pero no partidos promocionales de ascenso o descenso, al involucrar equipos de otra categoría.
| Pos |  | Club                    | PJ   | PG   | PE  | PP   | GF   | GC   | Dif. | Puntos |
| --- |  | ----------------------- | ---- | ---- | --- | ---- | ---- | ---- | ---- | ------ |
| 1   |  | C. F. América           | 2964 | 1288 | 862 | 814  | 4779 | 3721 | 1058 | 3982   |
| 2   |  | C. D. Guadalajara       | 2850 | 1127 | 865 | 858  | 4078 | 3478 | 600  | 3514   |
| 3   |  | Deportivo Toluca F.C.   | 2618 | 1057 | 763 | 798  | 3918 | 3205 | 713  | 3390   |
| 4   |  | Cruz Azul F. C.         | 2392 | 1027 | 722 | 643  | 3651 | 2808 | 843  | 3278   |
| 5   |  | C. F. Monterrey         | 2476 | 910  | 736 | 830  | 3498 | 3420 | 78   | 3012   |
| 6   |  | C. Universidad Nacional | 2387 | 922  | 698 | 767  | 3481 | 3053 | 428  | 2949   |
| 7   |  | Atlas F. C.             | 2684 | 908  | 769 | 1007 | 3764 | 3958 | -194 | 2947   |
| 8   |  | C. León                 | 2298 | 904  | 625 | 769  | 3508 | 3135 | 373  | 2716   |
| 9   |  | C. Tigres de la U.A.N.L | 1946 | 729  | 604 | 613  | 2663 | 2445 | 218  | 2517   |
| 10  |  | C. F. Atlante           | 2312 | 813  | 666 | 833  | 3430 | 3376 | 54   | 2515   |

### Tabla histórica de goleadores
Para un completo detalle véase Máximos goleadores de la Primera División de México
| \| Pos. \| Jugador \| G. \| Liga \| LGL \| Part. \| Prom. \| Período \| Clubes \| \| ---- \| ------------------- \| --- \| ---- \| --- \| ----- \| ----- \| ------- \| ---------------------------------------------------------------------------------------------------------------- \| \| 1 \| Evanivaldo Castro \| 312 \| 289 \| 23 \| 429 \| 0.72 \| 1974-87 \| UNAM (151), Atlante (108), León (44), Tigres (9) \| \| 2 \| Carlos Hermosillo \| 294 \| 269 \| 25 \| 539 \| 0.54 \| 1984-01 \| América (78), Monterrey (20), Cruz Azul (169), Necaxa (13), Atlante (7), Guadalajara (7) \| \| 3 \| Jared Borgetti \| 252 \| 211 \| 41 \| 475 \| 0.53 \| 1994-10 \| Atlas (21), Santos (189), Dorados (8), Pachuca (8), Cruz Azul (7), Monterrey (10), Puebla (5), Morelia (4) \| \| 4 \| José Cardozo \| 249 \| 206 \| 43 \| 332 \| 0.75 \| 1994-05 \| Toluca (249) \| \| 5 \| Horacio Casarín \| 241 \| 241 \| - \| 326 \| 0.73 \| 1936-57 \| Atlante (111), Zacatepec (25), España (21), Necaxa (68), América (12), Monterrey (4) \| \| 6 \| Osvaldo Castro \| 214 \| 210 \| 4 \| 398 \| 0.53 \| 1971-84 \| América (45), Jalisco (91), Neza (45), Atlético Potosino (24), UNAM (9) \| \| 7 \| Luis Alves \| 209 \| 184 \| 25 \| 577 \| 0.36 \| 1986-03 \| América (162), Atlante (24), Necaxa (23) \| \| 8 \| Adalberto López \| 202 \| 201 \| - \| 231 \| 0.87 \| 1942-55 \| Atlante (11), León (126), Atlas (14), Oro (27), Guadalajara (24) \| \| 9 \| Eloir Perucci \| 199 \| 192 \| 7 \| 398 \| 0.50 \| 1972-84 \| Laguna (66), Atlético Español (86), Cruz Azul (47) \| \| 10 \| Sergio Lira \| 191 \| 182 \| 9 \| 564 \| 0.33 \| 1978-96 \| Tampico (36), Atlante (2), Oaxtepec (20), Tampico Madero (102), Tigres (18), Puebla (13) \| \| 11 \| Ricardo Peláez \| 187 \| 170 \| 17 \| \| \| 1985-00 \| América (33), Necaxa (138), Guadalajara (16) \| \| 12 \| André-Pierre Gignac \| 187 \| 153 \| 34 \| \| \| 2015- \| Tigres de la UANL (187) \| \| 13 \| Ricardo Ferretti1 \| 182 \| 175 \| 7 \| \| \| 1977-91 \| Atlas (9), UNAM (116), Neza (6), Monterrey (9), Toluca (43) \| \| 14 \| Horacio López \| 172 \| 160 \| 12 \| \| \| 1967-80 \| América (39), Cruz Azul (133) \| \| 15 \| Ricardo Brandon1 \| 172 \| 159 \| 13 \| \| \| 1971-83 \| Atlético Español (55), Veracruz (45), Toluca (33), Atlético Potosino (15), Atletas Campesinos (12), Oaxtepec (9) \| Estadísticas actualizadas hasta el último partido jugado el 25 de mayo de 2025. |                     |     |      |     |       |       |         | |
| Pos. | Jugador             | G.  | Liga | LGL | Part. | Prom. | Período | Clubes |
| 1 | Evanivaldo Castro   | 312 | 289  | 23  | 429   | 0.72  | 1974-87 | UNAM (151), Atlante (108), León (44), Tigres (9)                                                                 |
| 2 | Carlos Hermosillo   | 294 | 269  | 25  | 539   | 0.54  | 1984-01 | América (78), Monterrey (20), Cruz Azul (169), Necaxa (13), Atlante (7), Guadalajara (7)                         |
| 3 | Jared Borgetti      | 252 | 211  | 41  | 475   | 0.53  | 1994-10 | Atlas (21), Santos (189), Dorados (8), Pachuca (8), Cruz Azul (7), Monterrey (10), Puebla (5), Morelia (4)       |
| 4 | José Cardozo        | 249 | 206  | 43  | 332   | 0.75  | 1994-05 | Toluca (249) |
| 5 | Horacio Casarín     | 241 | 241  | -   | 326   | 0.73  | 1936-57 | Atlante (111), Zacatepec (25), España (21), Necaxa (68), América (12), Monterrey (4)                             |
| 6 | Osvaldo Castro      | 214 | 210  | 4   | 398   | 0.53  | 1971-84 | América (45), Jalisco (91), Neza (45), Atlético Potosino (24), UNAM (9)                                          |
| 7 | Luis Alves          | 209 | 184  | 25  | 577   | 0.36  | 1986-03 | América (162), Atlante (24), Necaxa (23)                                                                         |
| 8 | Adalberto López     | 202 | 201  | -   | 231   | 0.87  | 1942-55 | Atlante (11), León (126), Atlas (14), Oro (27), Guadalajara (24)                                                 |
| 9 | Eloir Perucci       | 199 | 192  | 7   | 398   | 0.50  | 1972-84 | Laguna (66), Atlético Español (86), Cruz Azul (47)                                                               |
| 10 | Sergio Lira         | 191 | 182  | 9   | 564   | 0.33  | 1978-96 | Tampico (36), Atlante (2), Oaxtepec (20), Tampico Madero (102), Tigres (18), Puebla (13)                         |
| 11 | Ricardo Peláez      | 187 | 170  | 17  |       |       | 1985-00 | América (33), Necaxa (138), Guadalajara (16)                                                                     |
| 12 | André-Pierre Gignac | 187 | 153  | 34  |       |       | 2015-   | Tigres de la UANL (187)                                                                                          |
| 13 | Ricardo Ferretti1   | 182 | 175  | 7   |       |       | 1977-91 | Atlas (9), UNAM (116), Neza (6), Monterrey (9), Toluca (43)                                                      |
| 14 | Horacio López       | 172 | 160  | 12  |       |       | 1967-80 | América (39), Cruz Azul (133)                                                                                    |
| 15 | Ricardo Brandon1    | 172 | 159  | 13  |       |       | 1971-83 | Atlético Español (55), Veracruz (45), Toluca (33), Atlético Potosino (15), Atletas Campesinos (12), Oaxtepec (9) |

### Jugadores con mayor cantidad de partidos disputados
Para un completo detalle véase Jugadores con más presencias en la Primera División de México
| \| Pos. \| Jugador \| Part. \| Liga \| LGL \| Período \| Clubes \| \| ---- \| --------------------- \| ----- \| ---- \| --- \| ------- \| -------------------------------------------------------------------------------------------------------------------- \| \| 1 \| Oscar Pérez \| 741 \| 664 \| 77 \| 1993-19 \| Cruz Azul (417), Tigres (30), Chiapas (30), Necaxa (34), San Luis (62), Pachuca (168) \| \| 2 \| Oswaldo Sánchez \| 725 \| 631 \| 94 \| 1993-14 \| Atlas (81), América (76), Guadalajara (272), Santos (296) \| \| 3 \| Benjamín Galindo \| 700 \| 633 \| 671 \| 1979-01 \| Tampico (73), Tampico Madero (135), Guadalajara (296), Santos (101), Cruz Azul (72), Pachuca (20) \| \| 4 \| Juan Pablo Rodríguez \| 685 \| 595 \| 90 \| 1997-18 \| Atlas (203), Tecos (107), Guadalajara (13), Santos (294), Morelia (68) \| \| 5 \| Jesús Corona \| 685 \| 617 \| 68 \| 2003- \| Atlas (47), Tecos de la UAG (168), Cruz Azul (452), Tijuana (15) \| \| 6 \| Rodrigo Ruiz \| 638 \| 582 \| 56 \| 1994-12 \| Puebla (65), Toros Neza (132), Santos (294), Tecos (130), Veracruz (17) \| \| 7 \| Adolfo Ríos \| 635 \| 582 \| 53 \| 1986-04 \| UNAM (166), Veracruz (247), Necaxa (71), América (141) \| \| 8 \| Miguel España \| 631 \| 573 \| 58 \| 1983-03 \| UNAM (410), Tigres (34), Santos (187) \| \| 9 \| Julio César Domínguez \| 624 \| 546 \| 78 \| 2006- \| Cruz Azul (562), Atlético de San Luis (62) \| \| 10 \| Alfonso Sosa \| 610 \| 563 \| 47 \| 1985-04 \| UdeG (226), Puebla (73), León (71) Monterrey (34), Cruz Azul (36), Pachuca (138), Querétaro (32) \| \| 11 \| Cristóbal Ortega[54] \| 609 \| 535 \| 74 \| 1974-92 \| América (609) \| \| 12 \| Sinha \| 609 \| 524 \| 85 \| 1999-17 \| Monterrey (17), Toluca (548), Quéretaro (44) \| \| 13 \| Israel López \| 604 \| 551 \| 53 \| 1993-12 \| UNAM (223), Guadalajara (34), Cruz Azul (57), Toluca (180), Necaxa (11), Querétaro (18), Estudiantes (17) \| \| 14 \| Carlos Adrián Morales \| 604 \| 531 \| 73 \| 1999-18 \| Morelia (323), Pachuca (8), Tigres (61), Deportivo Toluca (72), Estudiantes Tecos (34), Santos (86), Lobos BUAP (20) \| \| 15 \| Luis Roberto Alves \| 577 \| 506 \| 71 \| 1986-03 \| América (403), Atlante (72), Necaxa (104) \| Estadísticas actualizadas hasta el último partido jugado el 25 de mayo de 2025. |                       |       |      |     |         | |
| Pos. | Jugador               | Part. | Liga | LGL | Período | Clubes |
| 1 | Oscar Pérez           | 741   | 664  | 77  | 1993-19 | Cruz Azul (417), Tigres (30), Chiapas (30), Necaxa (34), San Luis (62), Pachuca (168)                                |
| 2 | Oswaldo Sánchez       | 725   | 631  | 94  | 1993-14 | Atlas (81), América (76), Guadalajara (272), Santos (296)                                                            |
| 3 | Benjamín Galindo      | 700   | 633  | 671 | 1979-01 | Tampico (73), Tampico Madero (135), Guadalajara (296), Santos (101), Cruz Azul (72), Pachuca (20)                    |
| 4 | Juan Pablo Rodríguez  | 685   | 595  | 90  | 1997-18 | Atlas (203), Tecos (107), Guadalajara (13), Santos (294), Morelia (68)                                               |
| 5 | Jesús Corona          | 685   | 617  | 68  | 2003-   | Atlas (47), Tecos de la UAG (168), Cruz Azul (452), Tijuana (15)                                                     |
| 6 | Rodrigo Ruiz          | 638   | 582  | 56  | 1994-12 | Puebla (65), Toros Neza (132), Santos (294), Tecos (130), Veracruz (17)                                              |
| 7 | Adolfo Ríos           | 635   | 582  | 53  | 1986-04 | UNAM (166), Veracruz (247), Necaxa (71), América (141)                                                               |
| 8 | Miguel España         | 631   | 573  | 58  | 1983-03 | UNAM (410), Tigres (34), Santos (187)                                                                                |
| 9 | Julio César Domínguez | 624   | 546  | 78  | 2006-   | Cruz Azul (562), Atlético de San Luis (62)                                                                           |
| 10 | Alfonso Sosa          | 610   | 563  | 47  | 1985-04 | UdeG (226), Puebla (73), León (71) Monterrey (34), Cruz Azul (36), Pachuca (138), Querétaro (32)                     |
| 11 | Cristóbal Ortega      | 609   | 535  | 74  | 1974-92 | América (609) |
| 12 | Sinha                 | 609   | 524  | 85  | 1999-17 | Monterrey (17), Toluca (548), Quéretaro (44)                                                                         |
| 13 | Israel López          | 604   | 551  | 53  | 1993-12 | UNAM (223), Guadalajara (34), Cruz Azul (57), Toluca (180), Necaxa (11), Querétaro (18), Estudiantes (17)            |
| 14 | Carlos Adrián Morales | 604   | 531  | 73  | 1999-18 | Morelia (323), Pachuca (8), Tigres (61), Deportivo Toluca (72), Estudiantes Tecos (34), Santos (86), Lobos BUAP (20) |
| 15 | Luis Roberto Alves    | 577   | 506  | 71  | 1986-03 | América (403), Atlante (72), Necaxa (104)                                                                            |

1 Benjamín Galindo jugó los tres partidos de la liguilla por el no descenso correspondientes a la temporada 1981-82 con Tampico, serie en la que perdería la categoría ante el Atlas, estos duelos forman parte de su historial de juegos en la Primera División.
En negrita, jugadores en activo y su club actual

### Directores técnicos con más juegos dirigidos
| N.º | Entrenador             | PT   | LG   | LL  | Período     | Equipos |
| --- | ---------------------- | ---- | ---- | --- | ----------- | --- |
| 1   | Ricardo Ferretti       | 1223 | 1076 | 147 | 1991 -      | UNAM (346), Guadalajara (160), Tigres (572), Toluca (58), Morelia (38), F.C. Juárez (34), Cruz Azul (14) |
| 2   | Ignacio Trelles        | 1081 | 1033 | 48  | 1951 - 1991 | Zacatepec (198), Marte (22), América (78), Toluca (204), Puebla (115), Cruz Azul (266), Atlante (78), UdeG (120) |
| 3   | Víctor Manuel Vucetich | 930  | 839  | 91  | 1990 -      | León (141), UAG (125), Tigres (67), Cruz Azul (26), La Piedad (28), Puebla (19), Pachuca (46), Veracruz (26), Jaguares (19), Monterrey (244), Querétaro (111), Guadalajara (45), Mazatlán (33)                          |
| 4   | Carlos Reinoso         | 800  | 740  | 60  | 1981 - 2017 | América (221), Tampico Madero (122), Atlas (30), Tigres (116), Toros Neza (38), Veracruz (125), León (55), Atlante (25), San Luis (22), UAG (23), Querétaro (28)                                                        |
| 5   | Enrique Meza           | 799  | 704  | 95  | 1982 -      | Cruz Azul (262), Morelia (58), Toros Neza (46), Toluca (179), Atlas (30), Pachuca (172), Puebla (45), Veracruz (7) |
| 6   | Alberto Guerra         | 789  | 731  | 58  | 1975 - 2003 | Atlético Potosino (166), Guadalajara (370), UdeG (122), Toros Neza (47), León (18), La Piedad (7), Tigres (8), UAG (51)                                                                                                 |
| 7   | Ricardo La Volpe       | 781  | 725  | 56  | 1983 -      | Atlante (248), Oaxtepec (33), Ángeles de Puebla (57), Guadalajara (18), Querétaro (38), Atlas (196), Toluca (83), Monterrey (38), América (34), Chiapas (36)                                                            |
| 8   | Carlos Miloc           | 770  | 730  | 40  | 1961 - 1998 | Tigres (211), Irapuato (164), Morelia (52), América (24), Pachuca (34), Torreón (22), Veracruz (41), San Luis Potosí (44), UAG (44), Guadalajara (38), Tampico Madero (54), Correcaminos UAT (5), Cobras (30), León (7) |
| 9   | Miguel Herrera         | 728  | 639  | 89  | 2002 -      | Atlante (125), Monterrey (115), Veracruz (14), Tecos de la UAG (65), América (211), Tijuana (91), Tigres de la UANL (61)                                                                                                |
| 10  | Antonio Carbajal       | 702  | 674  | 28  | 1961 - 1994 | Atlético Morelia (409), León (151), Unión de Curtidores (142) |

En negrita, técnicos en activo y su club actual
- Ricardo La Volpe dirigió los 44 partidos de la temporada 1988-89 (38 de liga y 6 de liguilla) en dupla con Rafael Puente en el Atlante.

### Directores técnicos con más títulos
| N.º | Entrenador              | Títulos | Periodo     | Equipos                                                       | Campeonatos                                                   |
| --- | ----------------------- | ------- | ----------- | ------------------------------------------------------------- | ------------------------------------------------------------- |
| 1   | Ignacio Trelles         | 7       | 1951 - 1991 | Marte (1), Zacatepec (2), Deportivo Toluca (2), Cruz Azul (2) | 1953-54, 1954-55, 1957-58, 1966-67, 1967-68, 1978-79, 1979-80 |
| 1   | Ricardo Ferretti        | 7       | 1991 -      | Guadalajara (1), UNAM (1), Tigres UANL (5)                    | V1997, C2009, A2011, A2015, A2016, A2017, C2019               |
| 3   | Raúl Cárdenas           | 6       | 1966 - 1998 | Cruz Azul (5), América (1)                                    | 1968-69, México 1970, 1971-72, 1972-73, 1973-74, 1975-76      |
| 4   | Javier de la Torre      | 5       | 1955 - 1984 | Guadalajara (5)                                               | 1960-61, 1961-62, 1963-64, 1964-65, 1969-70                   |
| 4   | Manuel Lapuente         | 5       | 1978 - 2013 | Puebla (2), Necaxa (2), América (1)                           | 1982-83, 1989-90, 1994-95, 1995-96, V2002                     |
| 4   | Víctor Manuel Vucetich  | 5       | 1990 -      | León (1), Tecos (1), Pachuca (1), Monterrey (2)               | 1991-92, 1993-94, A2003, A2009, A2010                         |
| 7   | Enrique Meza            | 4       | 1982 -      | Toluca (3), Pachuca (1)                                       | V1998, V1999, V2000, C2007                                    |
| 7   | Antonio Mohamed         | 4       | 2004 -      | Tijuana (1), América (1), Monterrey (1), Toluca (1)           | A2012, A2014, A2019, C2025                                    |
| 8   | Árpád Fekete            | 3       | 1957 - 1990 | Guadalajara (2), Club Oro (1)                                 | 1958-59, 1959-60, 1962-63                                     |
| 8   | José Manuel de la Torre | 3       | 2006 -      | Guadalajara (1), Toluca (2)                                   | A2006, A2008, Bicentenario 2010                               |
| 8   | André Jardine           | 3       | 2022 -      | América (3)                                                   | A2023, C2024, A2024                                           |

En negritas, técnicos en activo.

## Derechos y transmisiones de televisión
Los derechos de transmisión para "televisión abierta" o red nacional de 13 equipos de la Primera División, están repartidos entre Televisa (8) y TV Azteca (6). Mientras que en los sistemas de "televisión de paga o restringida" y "streaming" se distribuye entre Tubi/FOX (9), TUDN (8), ViX (8), Azteca Deportes Network (4), Claro Sports (1), ESPN junto con su plataforma digital Disney+ (1), Amazon Prime Video (1) y Chivas TV (1).
En el actual esquema de transmisión, prevalece la simultaneidad entre plataformas. Televisa y TV Azteca comparten algunos encuentros en señal abierta; mientras que en televisión de paga y plataformas digitales: Tigres, FC Juárez, Mazatlán y Puebla reparten sus juegos como local entre Azteca y Tubi; Claro Sports difunde selectos partidos del Necaxa junto a TV Azteca y Televisa, con cobertura completa en ViX; así mismo, Toluca cuenta con transmisiones como local de TUDN, Azteca y/o Tubi, dependiendo del encuentro. Por su parte, Guadalajara mantiene dos emisiones diferenciadas en Amazon y Chivas TV. Únicamente Atlético de San Luis, así como Club Tijuana, Querétaro y los clubes de Grupo Pachuca conservan exclusividad como local mediante ESPN y FOX/Tubi respectivamente.

## Liga de Fuerzas Básicas
La Liga de Fuerzas Básicas de México son torneos disputados por las categorías menores de los clubes de la Primera División de México. Estos torneos fueron fundados en 2009 empezando con las categorías sub-17 y sub-20, posteriormente estas se fueron modificando y otras más se agregaron. Actualmente la liga cuenta con torneos de categorías sub-14, sub-16, sub-18 y sub-23.